# Altägyptische Gottheit

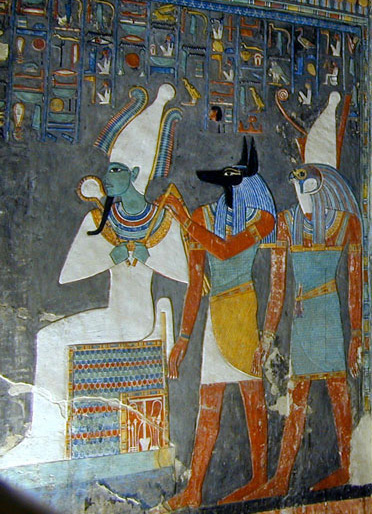
Die Götter Osiris, Anubis und Horus im Grab des Haremhab (KV57) im Tal der Könige

Die altägyptischen Gottheiten sind die Götter und Göttinnen, die im alten Ägypten verehrt wurden. Der Glaube und die Rituale rund um diese Götter bildeten den Kern der altägyptischen Religion, die irgendwann in der Vorgeschichte entstanden ist. Die Götter repräsentierten Naturkräfte und -phänomene, und die Ägypter unterstützten und besänftigten sie durch Opfergaben und Rituale, damit diese Kräfte weiterhin gemäß der göttlichen Ordnung Maat funktionierten. Nach der Gründung des ägyptischen Staates um 3100 v. Chr. wurde die Autorität zur Erfüllung dieser Aufgaben vom Pharao kontrolliert, der sich als Vertreter der Götter sah und die Tempel verwaltete, in denen die Rituale durchgeführt wurden.
Die komplexen Eigenschaften der Götter kamen in Mythen und in komplizierten Beziehungen zwischen den Gottheiten zum Ausdruck: Familienbande, lose Gruppen und Hierarchien sowie Zusammenschlüsse einzelner Götter zu einem einzigen. Die verschiedenen Erscheinungsformen der Götter in der Kunst – als Tiere, Menschen, Gegenstände und Kombinationen verschiedener Formen – wiesen ebenfalls durch Symbolik auf ihre wesentlichen Eigenschaften hin.
In verschiedenen Epochen wurde verschiedenen Göttern die höchste Position in der göttlichen Gesellschaft zugeschrieben, darunter die Sonnengottheit Re, der geheimnisvolle Gott Amun und die Muttergöttin Isis. Der höchsten Gottheit wurde gewöhnlich die Erschaffung der Welt zugeschrieben und oft mit der lebensspendenden Kraft der Sonne in Verbindung gebracht. Einige Gelehrte, die sich zum Teil auf ägyptische Schriften stützen, haben behauptet, dass die Ägypter eine einzige göttliche Macht erkannten, die hinter allen Dingen stand und in allen anderen Gottheiten präsent war. Dennoch haben sie ihr ursprüngliches polytheistisches Weltbild nie aufgegeben, außer während der Ära des Atonismus im 14. Jahrhundert v. Chr., als sich die offizielle Religion ausschließlich auf eine abstrakte Sonnengottheit, den Aton, konzentrierte.
Man ging davon aus, dass die Götter überall auf der Welt präsent und in der Lage waren, Naturereignisse und den Verlauf des menschlichen Lebens zu beeinflussen. Die Menschen traten mit ihnen in Tempeln und inoffiziellen Heiligtümern in Kontakt, sowohl aus persönlichen Gründen als auch für größere Ziele im Rahmen staatlicher Riten. Die Ägypter beteten um göttliche Hilfe, nutzten Rituale, um die Götter zum Handeln zu bringen, und baten sie um Rat. Die Beziehungen der Menschen zu ihren Göttern waren ein grundlegender Bestandteil der ägyptischen Gesellschaft.

## Definition
Die Wesen in der Altägyptener Tradition, die man als Gottheiten bezeichnen könnte, sind schwer zu zählen. Ägyptische Texte führen die Namen vieler Gottheiten auf, deren Natur unbekannt ist, und machen vage, indirekte Verweise auf andere Götter, die nicht einmal genannt werden. Der Ägyptologe James P. Allen schätzt, dass in ägyptischen Texten mehr als 1.400 Gottheiten genannt werden, während sein Kollege Christian Leitz von "Tausenden von Göttern" spricht.
In der Ägyptischen Sprache wurden diese Wesen mit nṯr, "Gott", und seiner weiblichen Form nṯrt, "Göttin", bezeichnet. Gelehrte haben versucht, die ursprüngliche Natur der Götter zu erkennen, indem sie Etymologien für diese Wörter vorschlugen, aber keiner dieser Vorschläge hat sich durchgesetzt, und der Ursprung der Begriffe bleibt unklar. Die Hieroglyphen, die als Ideogramme und Determinative beim Schreiben dieser Wörter verwendet wurden, zeigen einige der Merkmale, die die Ägypter mit Göttlichkeit verbanden. Das häufigste dieser Zeichen ist eine Fahne, die an einer Stange weht. Ähnliche Objekte wurden im Laufe der altägyptischen Geschichte an den Eingängen von Tempeln angebracht, um die Anwesenheit einer Gottheit zu signalisieren. Zu den weiteren Hieroglyphen gehören ein Falke, der an mehrere frühe Götter erinnert, die als Falken dargestellt wurden, und eine sitzende männliche oder weibliche Gottheit. Die weibliche Form konnte auch mit einem Ei als Determinativ geschrieben werden, was Göttinnen mit Schöpfung und Geburt in Verbindung brachte, oder mit einer Kobra, was die Verwendung der Kobra zur Darstellung vieler weiblicher Gottheiten widerspiegelt.
Die Ägypter unterschieden nṯrw, "Götter", von rmṯ, "Menschen", aber die Bedeutungen der ägyptischen und deutschen Begriffe stimmen nicht genau überein. Der Begriff nṯr kann sich auf jedes Wesen bezogen haben, das in irgendeiner Weise außerhalb der Sphäre des täglichen Lebens stand. Verstorbene Menschen wurden nṯr genannt, weil sie als göttergleich galten, während der Begriff selten auf viele der weniger übernatürlichen Wesen Ägyptens angewandt wurde, die moderne Gelehrte oft als "Dämonen" bezeichnen. In der ägyptischen religiösen Kunst werden auch Orte, Gegenstände und Konzepte in menschlicher Gestalt dargestellt. Diese personifizierten Vorstellungen reichen von Gottheiten, die in Mythen und Ritualen eine wichtige Rolle spielten, bis hin zu obskuren Wesen, die nur ein- oder zweimal erwähnt werden und möglicherweise kaum mehr als Metaphern sind.
Angesichts dieser unscharfen Unterscheidung zwischen Göttern und anderen Wesen nennt Jan Assmann drei Dimensionen, die jeder Begegnung des Menschen mit dem Göttlichen eigen sind: eine kultische, d. h. dass ein Gott an einen Ort der Verehrung anwesend ist, eine weltliche, d. h. dass der sichtbare Himmel und die Erde, auf der wir leben, Raum für göttliches Handeln und religiöse Erfahrung sind, und eine mythische, d. h. dass eine Tradition dessen vorliegt, was über den Gott gesagt wird. Nach einer anderen Definition von Dimitri Meeks bezieht sich nṯr auf jedes Wesen, das im Mittelpunkt eines Rituals steht. Aus dieser Perspektive umfassten "Götter" den König, der nach seinen Krönungsriten als Gott bezeichnet wurde, und verstorbene Seelen, die durch Begräbniszeremonien in das göttliche Reich eintraten. Ebenso wurde die Vorrangstellung der großen Götter durch die rituelle Verehrung aufrechterhalten, die ihnen in ganz Ägypten zuteilwurde.

## Ursprünge
Die ersten schriftlichen Belege für Gottheiten in Ägypten stammen aus der Frühdynastischen Zeit (ca. 3100–2686 v. Chr.). Gottheiten müssen irgendwann in der vorangegangenen Prädynastischen Periode (vor 3100 v. Chr.) entstanden sein und sich aus prähistorischen religiösen Überzeugungen entwickelt haben. Die prädynastischen Kunstwerke zeigen eine Vielzahl von Tier- und Menschenfiguren. Einige dieser Bilder, wie Sterne und Rinder, erinnern an wichtige Merkmale der ägyptischen Religion in späterer Zeit, aber in den meisten Fällen gibt es nicht genügend Beweise, um zu sagen, ob die Bilder mit Gottheiten verbunden sind. Als sich die ägyptische Gesellschaft weiterentwickelte, traten deutlichere Zeichen religiöser Aktivitäten auf. Die frühesten bekannten Tempel erschienen in den letzten Jahrhunderten der prädynastischen Ära, zusammen mit Bildern, die den Ikonographien bekannter Gottheiten ähneln: der Falke, der Horus und mehrere andere Götter repräsentiert, die gekreuzten Pfeile, die für Neith stehen, und das rätselhafte "Seth-Tier", das Seth darstellt.

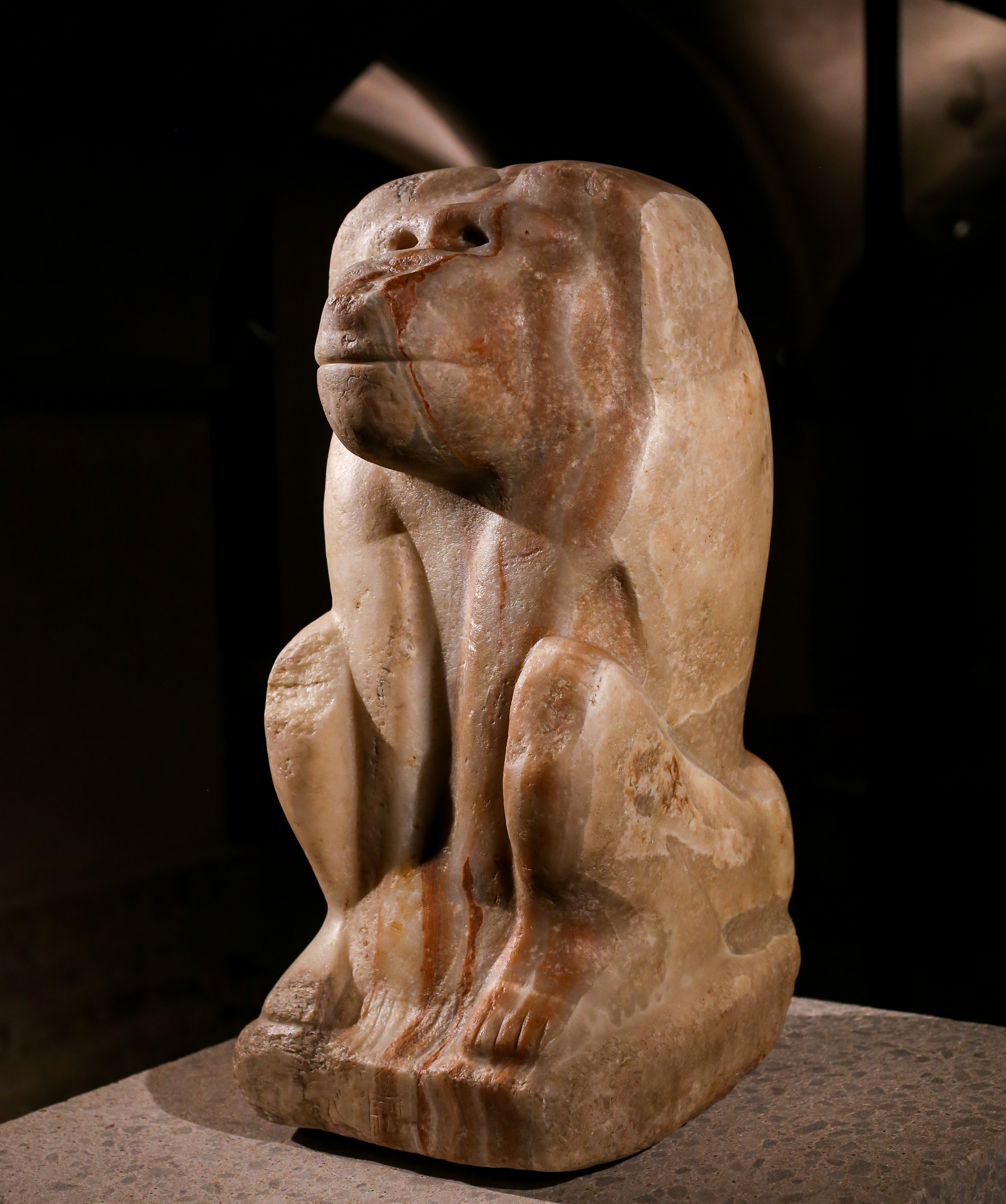
Statue des Pavian-Gottes Hedj-Wer, beschriftet mit dem Namen des spätprädynastischen Königs Narmer

Viele Ägyptologen und Anthropologen haben Theorien darüber aufgestellt, wie sich die Götter in dieser frühen Zeit entwickelt haben. Gustave Jéquier war beispielsweise der Ansicht, dass die Ägypter zunächst primitive Fetische, dann Gottheiten in Tiergestalt und schließlich Gottheiten in Menschengestalt verehrten, während Henri Frankfort die Ansicht vertrat, dass die Götter von Anfang an in Menschengestalt gedacht worden sein müssen. Einige dieser Theorien werden heute als zu simpel angesehen, und aktuellere Theorien, wie die von Siegfried Morenz, wonach die Götter entstanden, als die Menschen begannen, sich von ihrer Umwelt zu unterscheiden und sie zu personifizieren, sind schwer zu beweisen.
Das prädynastische Ägypten bestand ursprünglich aus kleinen, unabhängigen Dörfern. Da viele Gottheiten in späterer Zeit stark an bestimmte Städte und Regionen gebunden waren, haben viele Wissenschaftler die Ansicht vertreten, dass sich das Pantheon bildete, als sich disparate Gemeinschaften zu größeren Staaten zusammenschlossen und die Verehrung der alten lokalen Gottheiten verbreiteten und vermischten. Andere haben argumentiert, dass die wichtigsten prädynastischen Götter, wie andere Elemente der ägyptischen Kultur, trotz der politischen Teilung des Landes im ganzen Land präsent waren.
Der letzte Schritt in der Entstehung der ägyptischen Religion war die Einigung Ägyptens, bei der sich Herrscher aus Oberägypten zu Pharaonen des gesamten Landes machten. Diese heiligen Könige und ihre Untergebenen übernahmen das Recht, mit den Göttern zu verkehren, und das Königtum wurde zum vereinigenden Mittelpunkt der Religion.
Nach dieser Umwandlung tauchten immer wieder neue Gottheiten auf. Von einigen wichtigen Gottheiten wie Isis und Amun ist bekannt, dass sie erst im Alten Reich auftauchten. (ca. 2686–2181 v. Chr.). Orte und Konzepte konnten die Erschaffung einer Gottheit inspirieren, die sie repräsentieren sollte, und manchmal wurden Gottheiten geschaffen, die als gegengeschlechtliche Gegenstücke zu etablierten Göttern oder Göttinnen dienten. Könige galten als göttlich, obwohl nur wenige noch lange nach ihrem Tod verehrt wurden. Einige nicht königliche Menschen standen angeblich in der Gunst der Götter und wurden entsprechend verehrt. Diese Verehrung war meist nur von kurzer Dauer, aber die Hofarchitekten Imhotep und Amenophis wurden noch Jahrhunderte nach ihrem Tod als Götter verehrt, ebenso wie einige andere Beamte.
Durch den Kontakt mit benachbarten Zivilisationen übernahmen die Ägypter auch fremde Gottheiten. Der im Alten Reich erstmals erwähnte Dedwen stammt möglicherweise aus Nubien, und Baal, Anat und Astarte wurden während des Neuen Reiches von der kanaanäischen Religion (ca. 1550–1070 v. Chr.) übernommen. In der griechischen und römischen Zeit, von 332 v. Chr. bis in die ersten Jahrhunderte n. Chr., wurden in Ägypten Gottheiten aus der gesamten Mittelmeerwelt verehrt, aber die einheimischen Götter blieben bestehen, und sie übernahmen oft die Kulte dieser Neuankömmlinge in ihre eigene Verehrung.

## Charakteristika
Das moderne Wissen über den ägyptischen Götterglauben stammt größtenteils aus religiösen Schriften, die von den Schreibern und Priestern des Landes verfasst wurden. Diese Menschen bildeten die Elite der ägyptischen Gesellschaft und unterschieden sich deutlich von der allgemeinen Bevölkerung, von der die meisten Analphabeten waren. Es ist nur wenig darüber bekannt, wie gut die breite Bevölkerung die ausgefeilten Ideen, die die Elite entwickelte, kannte oder verstand. Die Wahrnehmung des Göttlichen durch das gemeine Volk mag sich von derjenigen der Priester unterschieden haben. Die Bevölkerung könnte zum Beispiel die symbolischen Aussagen der Religion über die Götter und ihre Handlungen mit der wörtlichen Wahrheit verwechselt haben. Aber im Großen und Ganzen stimmt das Wenige, was über den religiösen Volksglauben bekannt ist, mit der Tradition der Elite überein. Die beiden Traditionen bilden ein weitgehend kohärentes Bild der Götter und ihrer Natur.

### Rollen

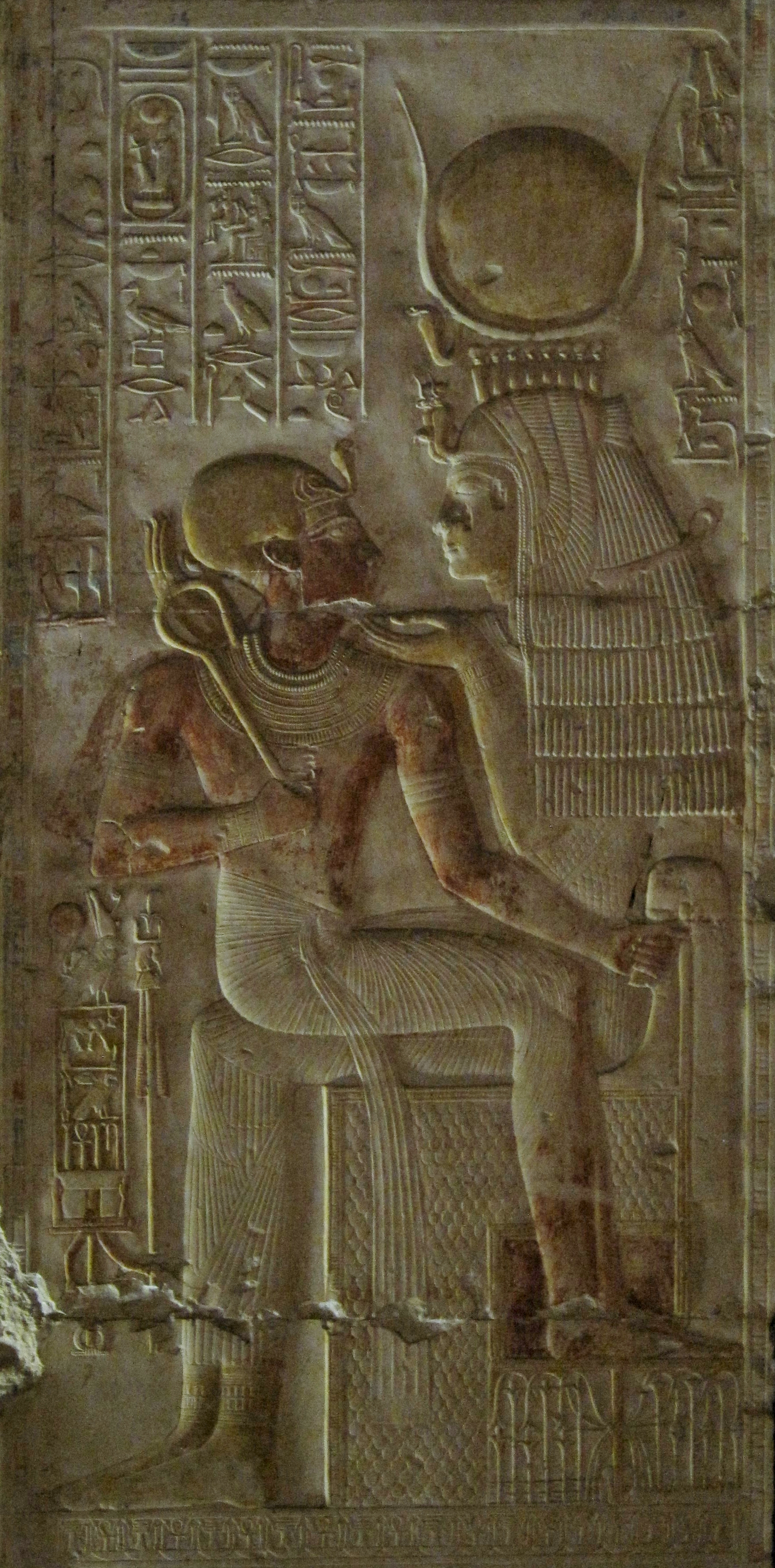
Isis, eine Muttergöttin und Schutzherrin des Königtums, hält Pharao Sethos I. in ihrem Schoß.

Die meisten ägyptischen Gottheiten repräsentieren Natur oder soziale Phänomene. Die Götter galten im Allgemeinen als immanent in diesen Phänomenen - als präsent in der Natur. Zu den von ihnen repräsentierten Phänomenen gehörten sowohl physische Orte und Objekte als auch abstrakte Konzepte und Kräfte. Der Gott Schu war die Vergöttlichung der gesamten Luft der Welt; die Göttin Meretseger wachte über eine begrenzte Region der Erde, die Thebanische Nekropole; und der Gott Sia verkörperte den abstrakten Begriff der Wahrnehmung. Die großen Götter waren oft an mehreren Arten von Phänomenen beteiligt. So war zum Beispiel Chnum der Gott der Insel Elephantine inmitten des Nils, des für die ägyptische Zivilisation so wichtigen Flusses. Ihm wurde die jährliche Nilflut zugeschrieben, die das Ackerland des Landes fruchtbar machte. Vielleicht als Auswuchs dieser lebensspendenden Funktion soll er alle Lebewesen erschaffen und ihre Körper auf einer Töpferscheibe geformt haben. Götter konnten dieselbe Rolle in der Natur spielen; Re, Atum, Chepre, Horus und andere Gottheiten fungierten als Sonnengötter. Trotz ihrer unterschiedlichen Funktionen hatten die meisten Götter eine übergreifende Aufgabe gemeinsam: die Aufrechterhaltung der Maat, der universellen Ordnung, die ein zentrales Prinzip der ägyptischen Religion war und selbst als Göttin personifiziert wurde. Einige Gottheiten stellten jedoch eine Störung der Maat dar. Vor allem Apophis war die Kraft des Chaos, die ständig damit drohte, die Ordnung des Universums zu zerstören, und Seth war ein ambivalentes Mitglied der göttlichen Gesellschaft, das sowohl die Unordnung bekämpfen als auch schüren konnte.
Nicht alle Aspekte der Existenz wurden als Gottheiten angesehen. Obwohl viele Gottheiten mit dem Nil in Verbindung gebracht wurden, verkörperte kein Gott den Nil in der Weise, wie Ra die Sonne verkörperte. Kurzlebige Phänomene wie Regenbögen oder Sonnenfinsternisse wurden nicht von Göttern repräsentiert, ebenso wenig wie Feuer, Wasser oder viele andere Bestandteile der Welt.
Die Rollen der einzelnen Gottheiten waren fließend, und jeder Gott konnte sein Wesen erweitern, um neue Eigenschaften anzunehmen. Daher sind die Rollen der Götter schwer zu kategorisieren oder zu definieren. Trotz dieser Flexibilität hatten die Götter nur begrenzte Fähigkeiten und Einflussbereiche. Nicht einmal der Schöpfergott konnte über die Grenzen des von ihm geschaffenen Kosmos hinausgehen, und selbst Isis war nicht allwissend, obwohl sie als die klügste der Götter galt. Richard H. Wilkinson argumentiert jedoch, dass einige Texte aus dem späten Neuen Reich darauf hindeuten, dass sich der Glaube an den Gott Amun weiterentwickelte und man glaubte, dass er sich der Allwissenheit und Allgegenwart annähern und die Grenzen der Welt auf eine Art und Weise transzendieren würde, wie es andere Gottheiten nicht taten.
Die Gottheiten mit den am stärksten begrenzten und spezialisierten Bereichen werden in der modernen Literatur oft als "kleinere Gottheiten" oder "Dämonen" bezeichnet, obwohl es keine feste Definition für diese Begriffe gibt. Einige Dämonen waren Wächter bestimmter Orte, insbesondere im Duat, dem Reich der Toten. Andere wanderten durch die menschliche Welt und den Duat, entweder als Diener und Boten der höheren Götter oder als umherziehende Geister, die Krankheiten oder anderes Unglück unter den Menschen verursachten. Die Stellung der Dämonen in der göttlichen Hierarchie war nicht festgelegt. Die Schutzgötter Bes und Taweret spielten ursprünglich eine untergeordnete, dämonenähnliche Rolle, doch im Laufe der Zeit wurde ihnen großer Einfluss zugeschrieben. Die am meisten gefürchteten Wesen des Duat galten als abstoßend und gefährlich für die Menschen. Im Laufe der ägyptischen Geschichte wurden sie als grundlegend minderwertige Mitglieder der göttlichen Gesellschaft angesehen und stellten das Gegenteil der segensreichen, lebensspendenden Hauptgötter dar. Doch selbst die am meisten verehrten Gottheiten konnten sich manchmal an Menschen oder aneinander rächen, wobei sie eine dämonische Seite ihres Charakters zeigten und die Grenzen zwischen Dämonen und Göttern verwischten.

### Verhalten
Man glaubte, dass göttliches Verhalten die gesamte Natur beherrscht. Abgesehen von den wenigen Gottheiten, die die göttliche Ordnung störten, sorgten die Götter durch ihre Handlungen für die Aufrechterhaltung der Maat und schufen und erhielten alle Lebewesen. Sie taten dies mit einer Kraft, die die Ägypter Heka nannten, ein Begriff, der gewöhnlich mit "Magie" übersetzt wird. Heka war eine grundlegende Kraft, die der Schöpfergott nutzte, um die Welt und die Götter selbst zu formen.

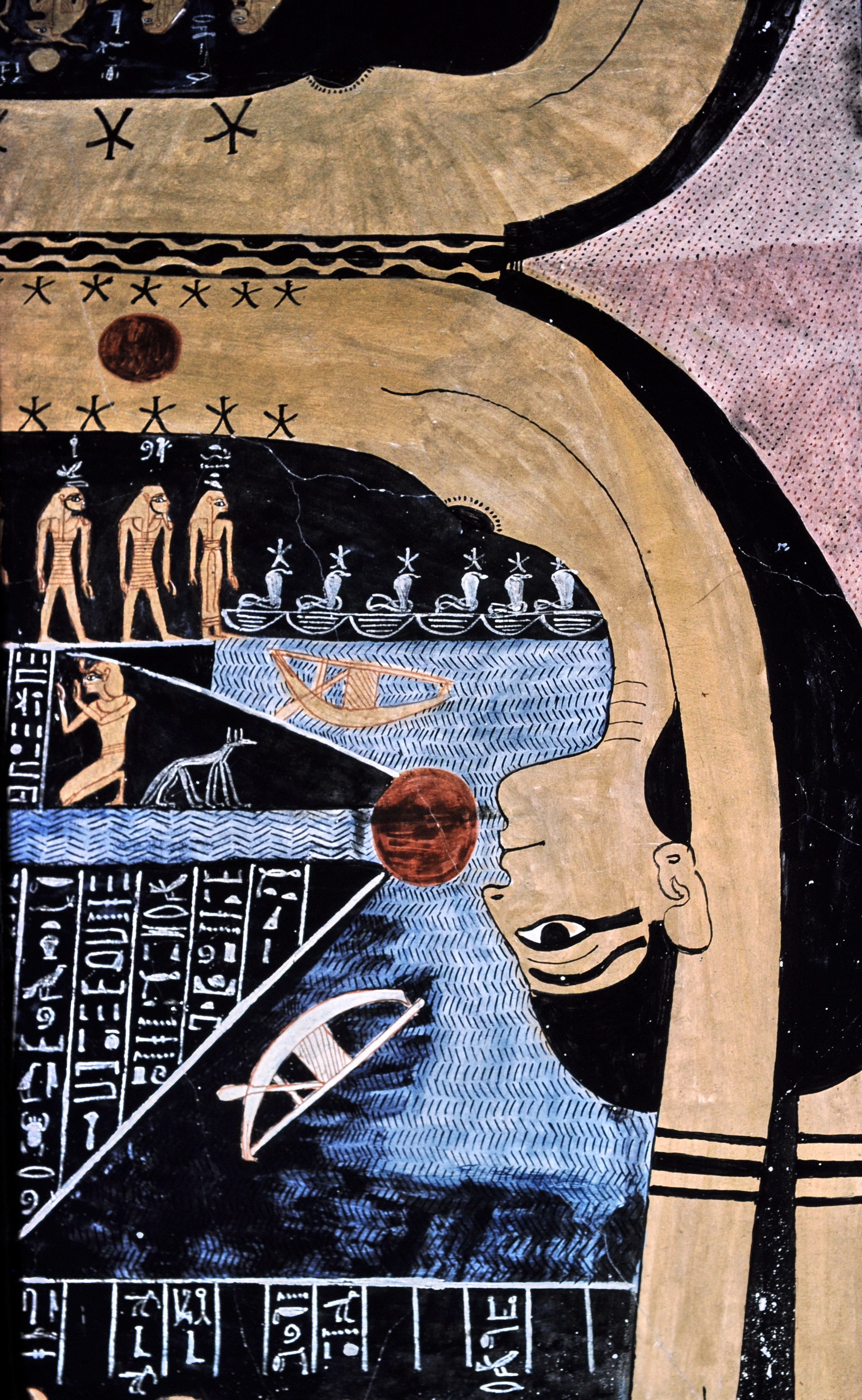
Die Himmelsgöttin Nut verschluckt die Sonne, die nachts durch ihren Körper wandert, um bei Sonnenaufgang wiedergeboren zu werden.

Die Handlungen der Götter in der Gegenwart werden in Hymnen und Grabreden beschrieben und gepriesen. Im Gegensatz dazu handelt die Mythologie hauptsächlich von den Handlungen der Götter in einer vage vorgestellten Vergangenheit, in der die Götter auf der Erde anwesend waren und direkt mit den Menschen interagierten. Die Ereignisse dieser vergangenen Zeit gaben das Muster für die Ereignisse der Gegenwart vor. Regelmäßige Ereignisse waren mit Ereignissen in der mythischen Vergangenheit verknüpft; die Nachfolge jedes neuen Pharaos beispielsweise stellte die Thronbesteigung von Horus durch seinen Vater Osiris nach.
Mythen sind Metaphern für die Handlungen der Götter, die der Mensch nicht vollständig verstehen kann. Sie enthalten scheinbar widersprüchliche Ideen, die jeweils eine bestimmte Perspektive auf göttliche Ereignisse zum Ausdruck bringen. Die Widersprüche in den Mythen sind Teil der vielschichtigen Herangehensweise der Ägypter an den religiösen Glauben - Henri Frankfort nannte dies eine "Vielzahl von Ansätzen" zum Verständnis der Götter. Im Mythos verhalten sich die Götter ähnlich wie Menschen. Sie empfinden Gefühle; sie können essen, trinken, kämpfen, weinen, krank werden und sterben. Einige haben einzigartige Charaktereigenschaften. Seth ist aggressiv und impulsiv, und Thot, der Schutzherr der Schrift und des Wissens, neigt zu langatmigen Reden. Doch insgesamt sind die Götter eher Archetypen als gut gezeichnete Charaktere. In verschiedenen Versionen eines Mythos können verschiedene Gottheiten dieselbe archetypische Rolle spielen, wie in den Mythen über das Auge des Re, einen weiblichen Aspekt des Sonnengottes, der von vielen Göttinnen dargestellt wurde. Das mythische Verhalten der Gottheiten ist widersprüchlich, und ihre Gedanken und Beweggründe werden selten dargelegt. Den meisten Mythen fehlt es an hoch entwickelten Charakteren und Handlungen, da ihre symbolische Bedeutung wichtiger war als eine ausgefeilte Erzählung.
Die erste göttliche Handlung ist die Erschaffung des Kosmos, die in mehreren Schöpfungsmythen beschrieben wird. Sie konzentrieren sich auf verschiedene Götter, von denen jeder als Schöpfergottheit fungieren kann. Die Götter der Achtheit von Hermopolis, die das der Schöpfung vorausgehende Chaos repräsentieren, gebären den Sonnengott, der in der neu entstandenen Welt für Ordnung sorgt; Ptah, der das Denken und die Kreativität verkörpert, gibt allen Dingen eine Form, indem er sie sich vorstellt und ihnen einen Namen gibt; Atum bringt alle Dinge als Emanationen seiner selbst hervor; und Amun, der nach der von seiner Priesterschaft vertretenen Theologie den anderen Schöpfergöttern vorausging und sie erschaffen hat. Diese und andere Versionen des Schöpfungsgeschehens wurden nicht als widersprüchlich angesehen. Jede gibt eine andere Perspektive auf den komplexen Prozess, durch den das organisierte Universum und seine vielen Gottheiten aus einem undifferenzierten Chaos entstanden sind. Die Zeit nach der Schöpfung, in der eine Reihe von Göttern als Könige über die göttliche Gesellschaft herrschen, ist der Rahmen für die meisten Mythen. Die Götter kämpfen gegen die Mächte des Chaos und untereinander, bevor sie sich aus der menschlichen Welt zurückziehen und die historischen Könige von Ägypten einsetzen, die an ihrer Stelle regieren.
Ein wiederkehrendes Thema in diesen Mythen ist das Bemühen der Götter, die "Maat" gegen die Kräfte der Unordnung aufrechtzuerhalten. Zu Beginn der Schöpfung liefern sie sich erbitterte Kämpfe mit den Kräften des Chaos. Ra und Apep, die jede Nacht gegeneinander kämpfen, setzen diesen Kampf bis in die Gegenwart fort. Ein weiteres wichtiges Thema ist der Tod und die Wiedergeburt der Götter. Der deutlichste Fall, in dem ein Gott stirbt, ist der von Osiris' Ermordung, in dem dieser Gott als Herrscher des Duat wieder aufersteht. Auch der Sonnengott soll während seiner täglichen Reise über den Himmel alt werden, nachts in den Duat sinken und im Morgengrauen als junges Kind wieder auftauchen. Dabei kommt er in Kontakt mit dem verjüngenden Wasser von Nun, dem Urchaos. Grabtexte, die Ra's Reise durch den Duat schildern, zeigen auch die Leichen von Göttern, die zusammen mit ihm belebt werden. Anstatt unveränderlich unsterblich zu sein, starben die Götter in regelmäßigen Abständen und wurden wiedergeboren, indem sie die Ereignisse der Schöpfung wiederholten und so die ganze Welt erneuerten. Dennoch war es immer möglich, dass dieser Zyklus unterbrochen wurde und das Chaos zurückkehrte. Einige schlecht verstandene ägyptische Texte legen sogar nahe, dass dieses Unheil vorherbestimmt ist - dass der Schöpfergott eines Tages die Ordnung der Welt auflösen und nur sich selbst und Osiris inmitten des ursprünglichen Chaos zurücklassen wird.

### Orte

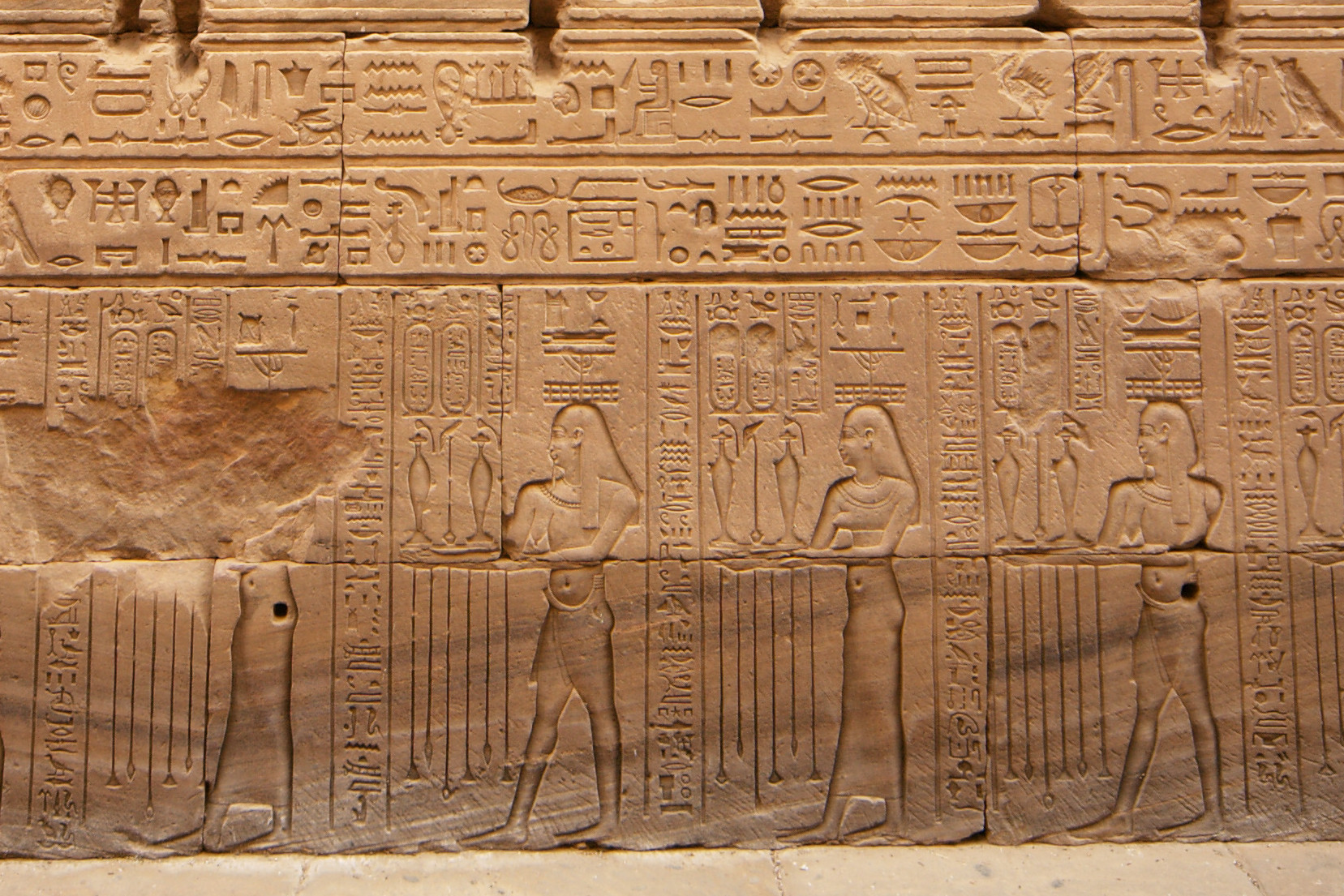
Gottheiten, die Provinzen Ägyptens personifizieren

Die Götter waren mit bestimmten Regionen des Universums verbunden. In der ägyptischen Tradition umfasst die Welt die Erde, den Himmel und die Unterwelt. Um sie herum befindet sich die dunkle Formlosigkeit, die vor der Schöpfung existierte. Die Götter im Allgemeinen sollen im Himmel wohnen, obwohl Götter, deren Rolle mit anderen Teilen des Universums verbunden war, stattdessen an diesen Orten leben sollen. Die meisten Ereignisse der Mythologie, die in einer Zeit vor dem Rückzug der Götter aus dem menschlichen Reich spielen, finden in einer irdischen Umgebung statt. Die Götter dort interagieren manchmal mit denen im Himmel. Die Unterwelt hingegen wird als abgelegener und unzugänglicher Ort behandelt, und die dort lebenden Götter haben Schwierigkeiten, mit der Welt der Lebenden zu kommunizieren. Der Raum außerhalb des Kosmos wird ebenfalls als sehr weit entfernt beschrieben. Auch er wird von Göttern bewohnt, von denen einige den anderen Göttern und ihrer geordneten Welt feindlich gesinnt sind, während andere ihnen nützlich sind.
In der Zeit nach dem Mythos hielten sich die meisten Götter entweder im Himmel auf oder waren unsichtbar in der Welt präsent. Die Tempel waren ihr wichtigstes Mittel, um mit den Menschen in Kontakt zu treten. Jeden Tag, so glaubte man, zogen die Götter aus dem göttlichen Reich zu ihren Tempeln, ihren Heimen in der menschlichen Welt. Dort bewohnten sie die Kultbilde, die Statuen, die Gottheiten darstellten und es den Menschen ermöglichten, in Tempelritualen mit ihnen zu interagieren. Diese Bewegung zwischen den Welten wurde manchmal als eine Reise zwischen Himmel und Erde beschrieben. Da die Tempel der Mittelpunkt der ägyptischen Städte waren, war der Gott im Haupttempel einer Stadt die Schutzgottheit für die Stadt und die umliegende Region. Die Einflusssphären der Gottheiten auf der Erde konzentrierten sich auf die Städte und Regionen, denen sie vorstanden. Viele Götter hatten mehr als ein Kultzentrum und ihre lokalen Bindungen änderten sich im Laufe der Zeit. Sie konnten sich in neuen Städten niederlassen, oder ihr Einflussbereich konnte sich verkleinern. Daher ist das Hauptkultzentrum einer Gottheit in historischer Zeit nicht unbedingt ihr Ursprungsort. Der politische Einfluss einer Stadt konnte sich auf die Bedeutung ihrer Schutzgottheit auswirken. Als Könige aus Theben zu Beginn des Mittleres Reichs (ca. 2055–1650 v. Chr.) die Kontrolle über das Land übernahmen, erhoben sie die Schutzgötter von Theben – zunächst den Kriegsgott Month und dann Amun – zu nationaler Bedeutung.

### Namen und Beinamen
Im ägyptischen Glauben drücken Namen die grundlegende Natur der Dinge aus, auf die sie sich beziehen. Im Einklang mit diesem Glauben beziehen sich die Namen von Gottheiten oft auf ihre Rolle oder ihre Herkunft. Der Name der räuberischen Göttin Sachmet bedeutet „die Mächtige“, der Name des geheimnisvollen Gottes Amun bedeutet „der Verborgene“, und der Name von Nechbet, die in der Stadt Nekheb verehrt wurde, bedeutet „die von Necheb“. Viele andere Namen haben keine bestimmte Bedeutung, selbst wenn die Götter, die sie tragen, eng mit einer einzigen Rolle verbunden sind. Die Namen der Himmelsgöttin Nut und des Erdgottes Geb haben keine Ähnlichkeit mit den ägyptischen Begriffen für Himmel und Erde.
Die Ägypter erfanden auch falsche Etymologien, die den göttlichen Namen weitere Bedeutungen gaben. Eine Passage in den Sargtexten gibt den Namen des Totengottes Sokar als sk r wieder, was „Reinigung des Mundes“ bedeutet, um seinen Namen mit seiner Rolle im Mundöffnungsritual in Verbindung zu bringen, während eine Passage in den Pyramidentexten besagt, dass der Name auf Worte zurückgeht, die Osiris in einem Moment der Verzweiflung rief, und Sokar mit der wichtigsten Totengottheit in Verbindung bringt.
Man glaubte, dass die Götter viele Namen hatten. Darunter befanden sich auch geheime Namen, die ihr wahres Wesen deutlicher als andere zum Ausdruck brachten. Wer den wahren Namen einer Gottheit kannte, hatte Macht über sie. Die Bedeutung von Namen wird durch einen Mythos veranschaulicht, in dem Isis den höheren Gott Re vergiftet und sich weigert, ihn zu heilen, wenn er ihr nicht seinen geheimen Namen verrät. Nachdem sie den Namen erfahren hat, teilt sie ihn ihrem Sohn Horus mit, und durch das Erlernen des Namens erlangen sie mehr Wissen und Macht.
Zusätzlich zu ihren Namen erhielten die Götter Beinamen wie „Besitzer der Pracht“, „Herrscher von Abydos“ oder „Herr des Himmels“, die einen Aspekt ihrer Rolle oder ihrer Verehrung beschreiben. Aufgrund der vielfältigen und sich überschneidenden Rollen der Götter können Gottheiten viele Beinamen haben – wobei wichtigere Götter mehr Titel anhäufen – und derselbe Beiname auf viele Gottheiten zutreffen kann. Einige Beinamen wurden schließlich zu eigenständigen Gottheiten, wie beispielsweise Weret-hekau, ein Beiname, der auf mehrere Göttinnen angewandt wurde und „große Zauberin“ bedeutet, die als eigenständige Göttin behandelt wurde. Die Vielzahl der göttlichen Namen und Titel bringt die Vielfältigkeit der Götter zum Ausdruck.

### Geschlecht und Sexualität
Die Ägypter betrachteten die Unterscheidung zwischen männlich und weiblich als grundlegend für alle Wesen, einschließlich der Götter. Männliche Götter hatten in der Regel einen höheren Status als Göttinnen und waren enger mit der Schöpfung und dem Königtum verbunden, während Göttinnen eher als Helferinnen und Versorgerinnen der Menschen angesehen wurden. Einige Gottheiten waren androgyn, aber die meisten Beispiele finden sich im Kontext von Schöpfungsmythen, in denen die androgyne Gottheit den undifferenzierten Zustand repräsentiert, der vor der Erschaffung der Welt bestand. Atum war in erster Linie männlich, hatte aber einen weiblichen Aspekt in sich, der manchmal als Göttin angesehen wurde, bekannt als Jusaas oder Nebethetepet. Die Schöpfung begann, als Atum ein geschlechtlich differenziertes Götterpaar hervorbrachte: Schu und seine Gemahlin Tefnut. Auch Neith, die manchmal als Schöpfergöttin angesehen wurde, soll männliche Züge gehabt haben, wurde aber hauptsächlich als weiblich angesehen.
Das Geschlecht war eng mit der Schöpfung und damit der Wiedergeburt verbunden. Männlichen Göttern wurde die aktive Rolle bei der Zeugung von Kindern zugeschrieben. Weiblichen Gottheiten wurde oft eine unterstützende Rolle zugewiesen, indem sie die Männlichkeit ihrer männlichen Gefährten anregten und deren Kinder aufzogen, obwohl Göttinnen erst spät in der ägyptischen Geschichte eine größere Rolle bei der Zeugung von Kindern zugewiesen wurde. Göttinnen fungierten in der Mythologie als Mütter und Ehefrauen von Königen und damit als Prototypen des menschlichen Königtums. Hathor, die Mutter oder Gemahlin von Horus und die wichtigste Göttin während eines Großteils der ägyptischen Geschichte, war ein Beispiel für diese Beziehung zwischen Gottheit und König.
Weibliche Gottheiten hatten auch einen gewalttätigen Aspekt, der entweder positiv gesehen werden konnte, wie bei den Göttinnen Wadjet und Nekhbet, die den König beschützten, oder negativ. Der Mythos vom Auge des Re kontrastiert weibliche Aggression mit Sexualität und Fürsorge, da die Göttin in Form von Sekhmet oder einer anderen gefährlichen Gottheit wütet, bis die anderen Götter sie besänftigen, woraufhin sie zu einer gutartigen Göttin wie Hathor wird, die in einigen Versionen dann die Gemahlin eines männlichen Gottes wird.
Die ägyptische Vorstellung von Sexualität war stark auf die heterosexuelle Fortpflanzung ausgerichtet, und homosexuelle Handlungen wurden in der Regel missbilligt. In einigen Texten wird jedoch auf homosexuelles Verhalten zwischen männlichen Gottheiten hingewiesen. In einigen Fällen, vor allem beim sexuellen Übergriff von Seth auf Horus, dienten diese Handlungen dazu, die Dominanz des aktiven Partners zu behaupten und den unterwürfigen zu demütigen. Andere Paarungen zwischen männlichen Gottheiten konnten positiv gesehen werden und sogar Nachkommen hervorbringen, wie in einem Text, in dem Chnum aus der Vereinigung von Re und Schu geboren wird.

### Beziehungen
Die ägyptischen Gottheiten sind in einer komplexen und wechselnden Reihe von Beziehungen miteinander verbunden. Die Verbindungen und Interaktionen einer Gottheit mit anderen Gottheiten trugen dazu bei, ihren Charakter zu definieren. So war Isis als Mutter und Beschützerin von Horus sowohl eine große Heilerin als auch die Schutzherrin der Könige. Solche Beziehungen waren für die religiöse Weltanschauung der Ägypter tatsächlich wichtiger als Mythen, obwohl sie auch die Grundlage für die Entstehung von Mythen bildeten.

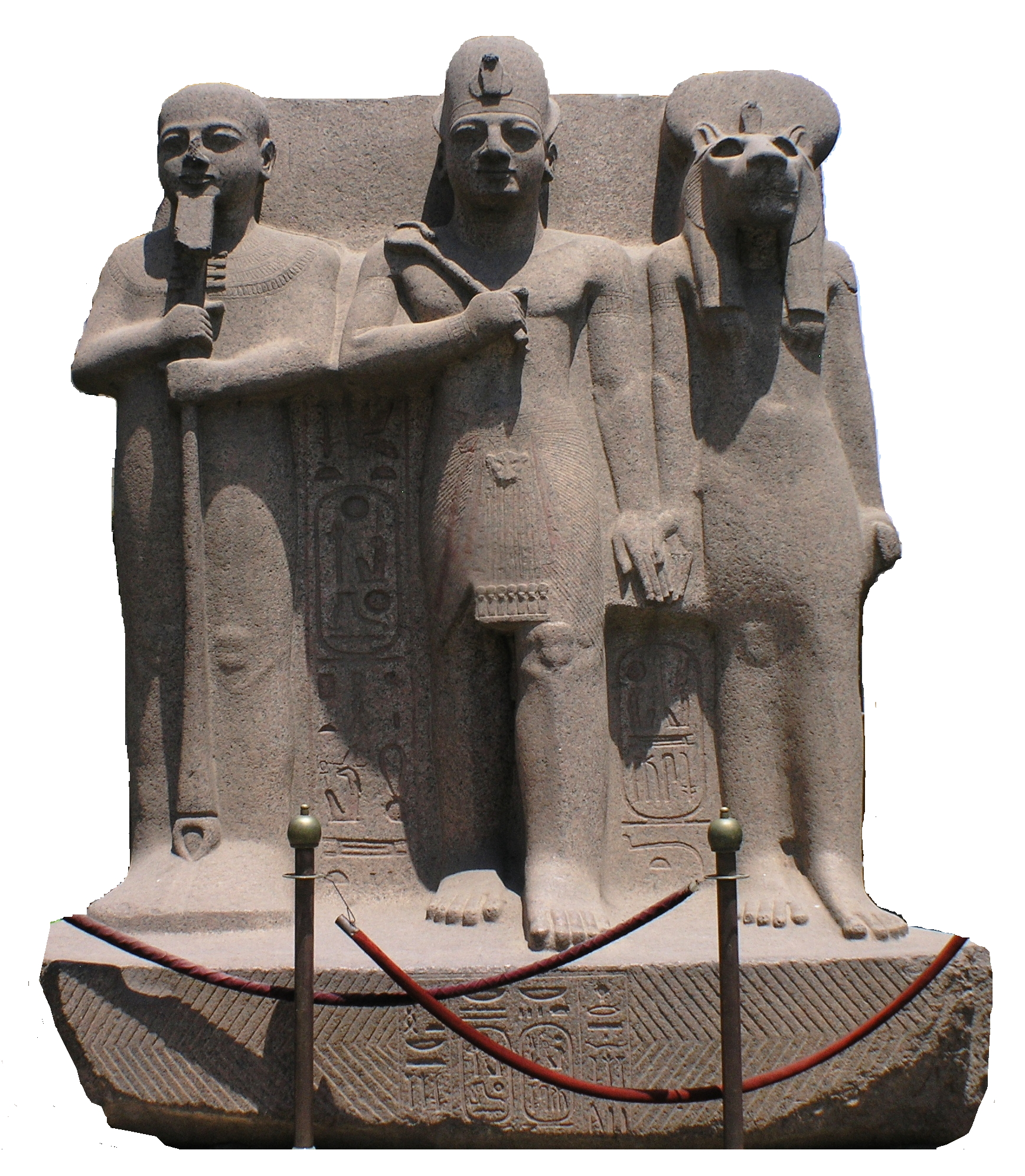
Die Götter Ptah und Sachmet flankieren den König, der die Rolle ihres Kindes Nefertem übernimmt.

Familienbeziehungen sind eine häufige Form der Verbindung zwischen Göttern. Gottheiten bilden oft männliche und weibliche Paare. Familien mit drei Gottheiten, mit Vater, Mutter und Kind, stehen für die Erschaffung neuen Lebens und die Nachfolge des Vaters durch das Kind, ein Muster, das die göttlichen Familien mit der königlichen Nachfolge verbindet. Osiris, Isis und Horus bildeten die Quintessenz dieser Familie. Das von ihnen vorgegebene Muster verbreitete sich im Laufe der Zeit immer mehr, so dass viele Gottheiten in lokalen Kultzentren, wie Ptah, Sachmet und ihr Kind Nefertem in Memphis und die Thebanische Triade in Theben, in Familientriaden zusammengefasst wurden. Solche genealogischen Verbindungen variieren je nach den Umständen. Hathor konnte als Mutter, Gemahlin oder Tochter des Sonnengottes auftreten, und die Kindform des Horus fungierte als drittes Mitglied vieler lokaler Familientriaden.
Andere göttliche Gruppen setzten sich aus Gottheiten zusammen, deren Rollen miteinander verbunden waren oder die zusammen eine Region des ägyptischen mythologischen Kosmos repräsentierten. Es gab Göttergruppen für die Tages- und Nachtstunden und für jeden Gau  Ägyptens. Einige dieser Gruppen enthalten eine bestimmte, symbolisch wichtige Anzahl von Gottheiten. Gepaarte Götter haben manchmal ähnliche Rollen, wie Isis und ihre Schwester Nephthys, die Osiris beschützen und unterstützen. Andere Paare stehen für gegensätzliche, aber miteinander verbundene Konzepte, die Teil einer größeren Einheit sind. Re, der dynamisch und lichtbringend ist, und Osiris, der statisch und in Dunkelheit gehüllt ist, verschmelzen jede Nacht zu einem einzigen Gott. Dreiergruppen werden im alten ägyptischen Denken mit Pluralität in Verbindung gebracht, und Vierergruppen stehen für Vollständigkeit. Die Herrscher im späten Neuen Reich stellten eine besonders wichtige Gruppe von drei Göttern über alle anderen: Amun, Re und Ptah. Diese Gottheiten standen sowohl für die Pluralität aller Götter als auch für ihre eigenen Kultzentren (die großen Städte Theben, Heliopolis und Memphis) und für viele dreifache Begriffspaare im religiösen Denken Ägyptens. Manchmal wurde Seth, der Schutzgott der Könige der Neunzehnte Dynastie und die Verkörperung der Unordnung in der Welt, zu dieser Gruppe hinzugefügt, die eine einzige kohärente Vision des Pantheons betonte.
Neun, das Produkt aus drei und drei, steht für eine Vielzahl, daher nannten die Ägypter mehrere große Gruppen Enneaden oder Neunergruppen, auch wenn sie mehr als neun Mitglieder hatten. Die bekannteste Enneade war die Enneade von Heliopolis, eine erweiterte Familie von Gottheiten, die von Atum abstammte und viele wichtige Götter umfasste. Der Begriff Enneade wurde oft auf alle ägyptischen Gottheiten ausgedehnt.
Diese göttliche Versammlung hatte eine vage und veränderliche Hierarchie. Götter mit großem Einfluss im Kosmos oder solche, die mythologisch älter waren als andere, hatten höhere Positionen in der göttlichen Gesellschaft. An der Spitze dieser Gesellschaft stand der König der Götter, der in der Regel mit der Schöpfergottheit identifiziert wurde. In den verschiedenen Epochen der ägyptischen Geschichte wurde diese erhabene Stellung meist verschiedenen Göttern zugeschrieben. In der frühdynastischen Zeit war Horus der wichtigste Gott, im Alten Reich erlangte Ra die Vorherrschaft, im Neuen Reich war Amun der oberste Gott, und in der ptolemäischen und römischen Zeit war Isis die göttliche Königin und Schöpfergöttin. Neu in Erscheinung tretende Götter neigten dazu, Eigenschaften ihrer Vorgänger zu übernehmen. Isis nahm während ihres Aufstiegs die Züge vieler anderer Göttinnen in sich auf, und als Amun zum Herrscher des Pantheons wurde, verband er sich mit Re zu einer Sonnengottheit.

### Manifestationen und Kombinationen

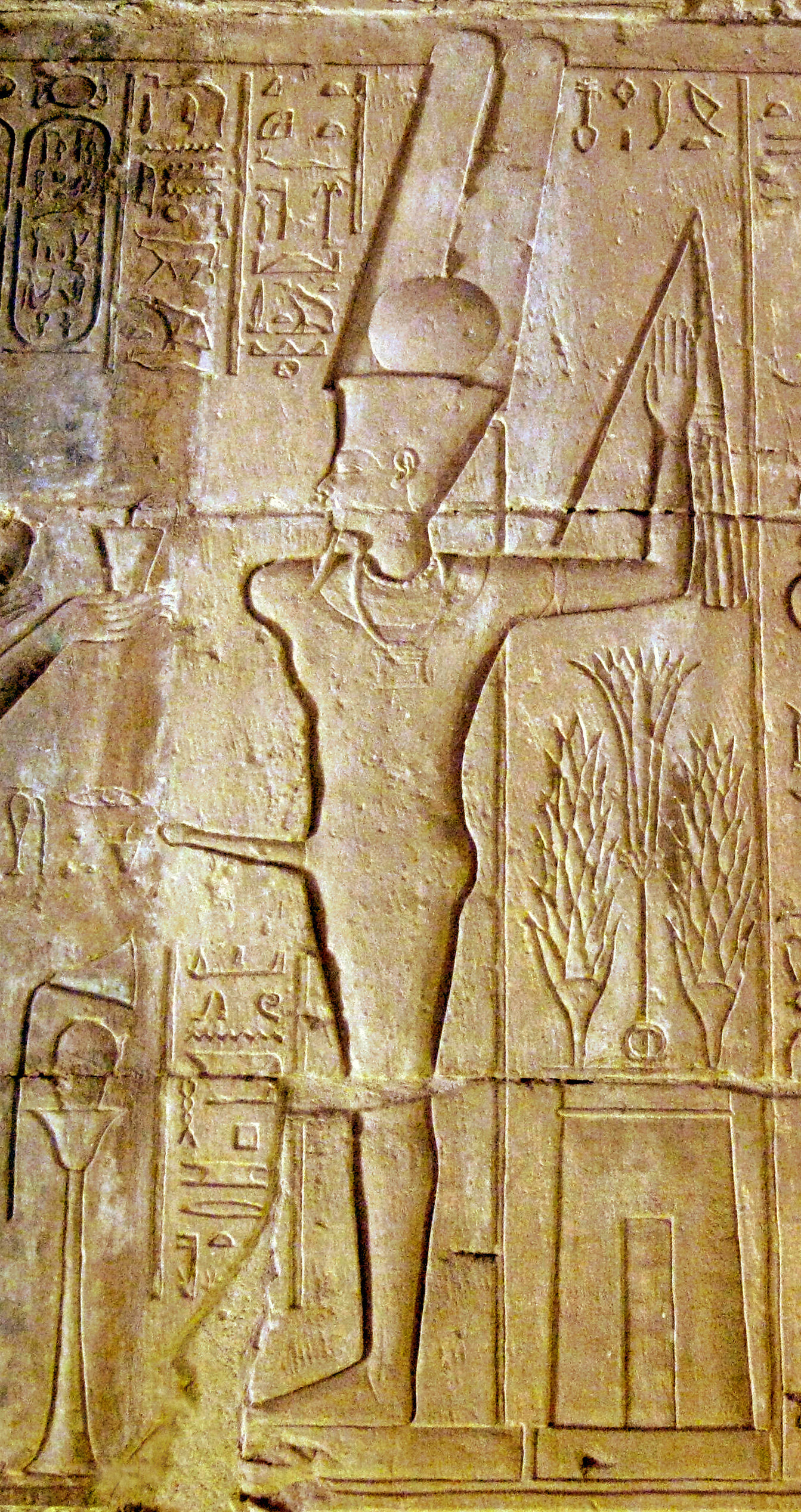
Amun-Ra-Kamutef, eine Form des Amun mit den solaren Eigenschaften des Re und den mit Min verbundenen Zeugungskräften. Die Sonnenscheibe auf seinem Kopfschmuck stammt von Re, der Phallus stammt aus der Ikonographie von Min.

Man glaubte, dass sich die Götter in vielen Formen manifestieren. Die Ägypter hatten eine komplexe Vorstellung von der menschlichen Seele, die aus mehreren Teilen bestand. Die Geister der Götter setzten sich aus vielen der gleichen Elemente zusammen. Der Ba war die Komponente der menschlichen oder göttlichen Seele, die die Welt um sie herum beeinflusst. Jede sichtbare Manifestation der Macht eines Gottes konnte als dessen Ba bezeichnet werden; so wurde die Sonne als Ba des Re bezeichnet. Die Darstellung einer Gottheit galt als Ka, ein weiterer Bestandteil ihres Wesens, der als Gefäß für den Ba dieser Gottheit diente. Man glaubte, dass die Kultbilder der Götter, die im Mittelpunkt der Tempelrituale standen, sowie die heiligen Tiere, die bestimmte Gottheiten repräsentierten, auf diese Weise göttliche Ba beherbergten. Göttern konnten viele Ba und Ka zugeschrieben werden, denen manchmal Namen gegeben wurden, die verschiedene Aspekte des Wesens des Gottes repräsentierten. Alles Existierende galt als eines der Ka des Schöpfergottes Atum, der ursprünglich alle Dinge in sich barg, und eine Gottheit konnte als Ba einer anderen bezeichnet werden, was bedeutet, dass der erste Gott eine Manifestation der Macht des anderen ist. Göttliche Körperteile konnten als separate Gottheiten fungieren, wie das Auge des Ra und die Hand des Atum, die beide als Göttinnen personifiziert wurden. Die Götter waren so voller lebensspendender Kraft, dass sich sogar ihre Körperflüssigkeiten in andere Lebewesen verwandeln konnten; die Menschheit soll aus den Tränen des Schöpfergottes und die anderen Götter aus seinem Schweiß hervorgegangen sein.
National bedeutsame Gottheiten brachten lokale Erscheinungsformen hervor, die manchmal die Merkmale älterer regionaler Götter aufnahmen. Horus hatte viele Formen, die an bestimmte Orte gebunden waren, darunter Horus von Nekhen, Horus von Buhen und Horus von Edfu. Solche lokalen Erscheinungsformen könnten fast als eigenständige Wesen behandelt werden. Während des Neuen Reiches wurde ein Mann von einem Orakel, das angeblich Botschaften von Amun von Pe-Khenty übermittelte, beschuldigt, Kleidung gestohlen zu haben. Er konsultierte zwei andere lokale Orakel des Amun und hoffte auf ein anderes Urteil. Auch die Erscheinungsformen der Götter unterschieden sich je nach ihrer Rolle. Horus konnte ein mächtiger Himmelsgott oder ein verletzliches Kind sein, und diese Formen wurden manchmal als eigenständige Gottheiten betrachtet.
Die Götter wurden ebenso leicht miteinander kombiniert wie sie geteilt wurden. Eine Gottheit konnte als Ba einer anderen bezeichnet werden, oder zwei oder mehr Gottheiten konnten zu einer einzigen Gottheit mit einem gemeinsamen Namen und einer gemeinsamen Ikonographie vereint werden. Lokale Götter wurden mit größeren Göttern verbunden, und Gottheiten mit ähnlichen Funktionen wurden kombiniert. Re war mit der lokalen Gottheit Sobek zu Sobek-Re verbunden; mit seinem Mitregierungsgott Amun zu Amun-Re; mit der solaren Form des Horus zu Re-Harachte; und mit mehreren solaren Gottheiten als Harmachis-Chepre-Re-Atum. In seltenen Fällen konnten Gottheiten unterschiedlichen Geschlechts auf diese Weise miteinander verbunden werden, was zu Kombinationen wie Osiris-Neith führte. Diese Verknüpfung von Gottheiten wird als Synkretismus bezeichnet. Im Gegensatz zu anderen Situationen, für die dieser Begriff verwendet wird, ging es bei der ägyptischen Praxis nicht darum, konkurrierende Glaubenssysteme zu verschmelzen, obwohl fremde Gottheiten mit einheimischen synkretisiert werden konnten. Stattdessen erkannte der Synkretismus die Überschneidungen zwischen den Rollen der Gottheiten an und erweiterte den Einflussbereich der einzelnen Gottheiten. Synkretistische Kombinationen waren nicht von Dauer; ein Gott, der an einer Kombination beteiligt war, trat weiterhin separat auf und bildete neue Kombinationen mit anderen Gottheiten. Eng miteinander verbundene Gottheiten fusionierten manchmal. Horus absorbierte mehrere Falkengötter aus verschiedenen Regionen, wie z. B. Chenti-irti und Chenti-cheti, die kaum mehr als lokale Erscheinungsformen von ihm wurden; Hathor subsumierte eine ähnliche Kuhgöttin, Bat, und ein früher Totengott, Chontamenti, wurde von Osiris und Anubis verdrängt.

### Aton und möglicher Monotheismus
Während der Herrschaft von Echnaton (ca. 1353–1336 v. Chr.) in der Mitte des Neuen Reiches wurde eine einzige Sonnengottheit, der Aton, zum alleinigen Mittelpunkt der Staatsreligion. Echnaton stellte die Finanzierung der Tempel anderer Gottheiten ein und tilgte die Namen und Bilder der Götter auf den Denkmälern, insbesondere von Amun. Dieses neue religiöse System, das manchmal als Atenismus bezeichnet wird, unterschied sich grundlegend von der polytheistischen Anbetung vieler Götter in allen anderen Epochen. Der Aton hatte keine Mythologie, und er wurde abstrakter dargestellt und beschrieben als die traditionellen Gottheiten. Während in früheren Zeiten neu hinzukommende Götter in den bestehenden religiösen Glauben integriert wurden, bestand der Atenismus auf einem einzigen Verständnis des Göttlichen, das die traditionelle Vielfalt der Perspektiven ausschloss. Dennoch war der Atenismus möglicherweise kein vollständiger Monotheismus, der den Glauben an andere Gottheiten völlig ausschließt. Es gibt Hinweise darauf, dass die Bevölkerung privat weiterhin andere Götter verehrte. Das Bild wird noch komplizierter durch die offensichtliche Toleranz des Atenismus gegenüber einigen anderen Gottheiten, wie Maat, Schu und Tefnut. Aus diesen Gründen haben die Ägyptologen Dominic Montserrat und John Baines die Vermutung geäußert, dass Echnaton monolatrisch gewesen sein könnte, d. h. er verehrte eine einzige Gottheit, erkannte aber die Existenz anderer an. Jedenfalls konnte sich die abweichende Theologie des Atenismus in der ägyptischen Bevölkerung nicht durchsetzen, und Echnatons Nachfolger kehrten zum traditionellen Glauben zurück.

### Einheit des Göttlichen in der traditionellen Religion

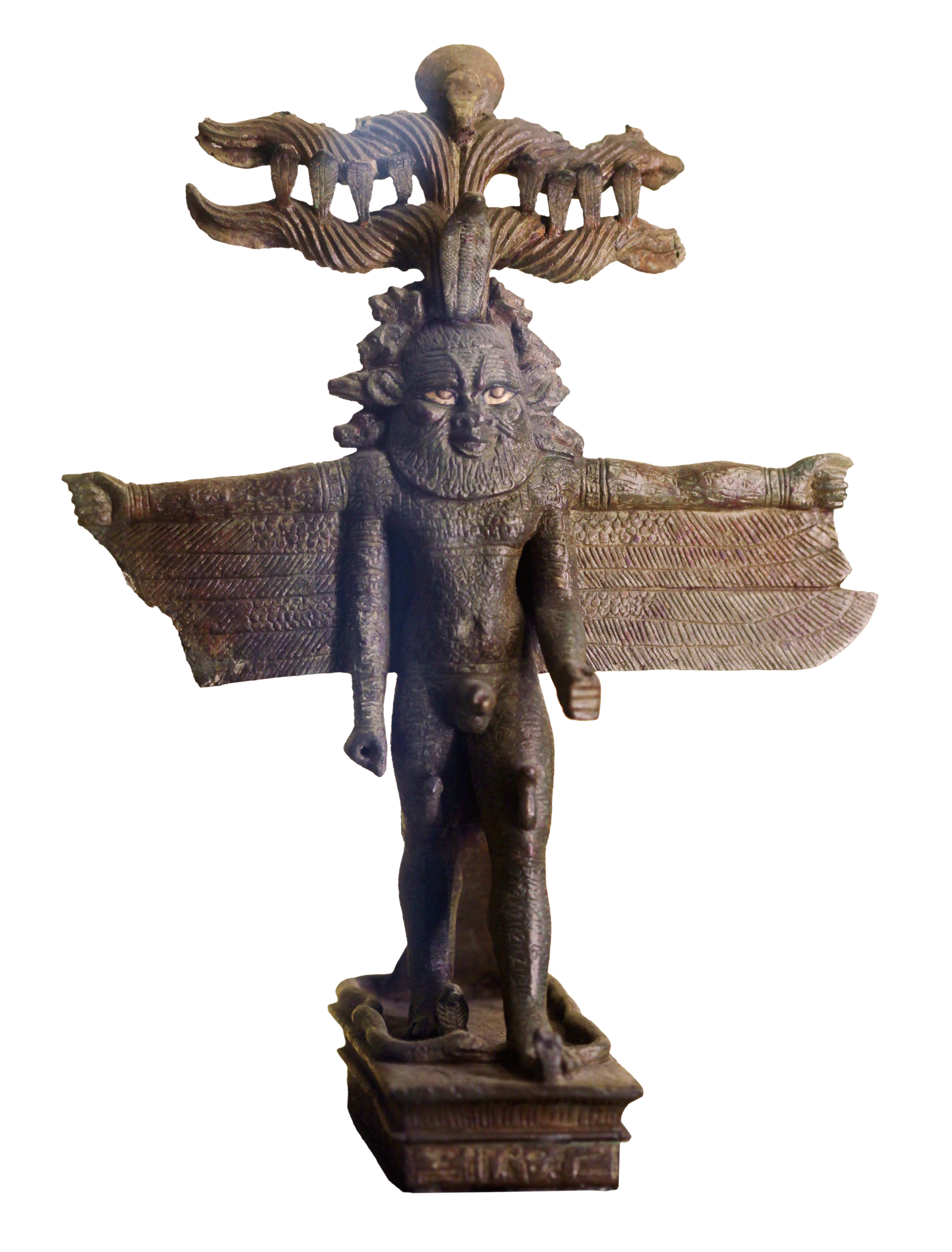
Der Gott Bes mit den Attributen vieler anderer Gottheiten. Bilder wie dieses stellen die Anwesenheit einer Vielzahl von göttlichen Kräften in einem einzigen Wesen dar.

Gelehrte haben lange darüber diskutiert, ob die traditionelle ägyptische Religion jemals behauptet hat, dass die vielen Götter auf einer tieferen Ebene vereint waren. Gründe für diese Debatte sind unter anderem die Praxis des Synkretismus, die darauf hindeuten könnte, dass alle getrennten Götter letztlich zu einem einzigen verschmelzen könnten, und die Tendenz ägyptischer Texte, einem bestimmten Gott eine Macht zuzuschreiben, die alle anderen Gottheiten übertrifft. Ein weiterer Streitpunkt ist das Auftauchen des Wortes "Gott" in der Weisheitsliteratur, wo sich der Begriff nicht auf eine bestimmte Gottheit oder Gruppe von Gottheiten bezieht. Im frühen 20. Jahrhundert glaubte beispielsweise E. A. Wallis Budge, dass die einfachen Ägypter polytheistisch waren, das Wissen um den wahren monotheistischen Charakter der Religion aber der Elite vorbehalten war, die die Weisheitsliteratur verfasste. Sein Zeitgenosse James Henry Breasted vertrat die Ansicht, die ägyptische Religion sei stattdessen pantheistisch, wobei die Macht des Sonnengottes in allen anderen Göttern präsent sei, während Hermann Junker argumentierte, die ägyptische Zivilisation sei ursprünglich monotheistisch gewesen und im Laufe ihrer Geschichte polytheistisch geworden.
Im Jahr 1971 veröffentlichte Erik Hornung eine Studie, die solche Ansichten widerlegt. Er weist darauf hin, dass in einer bestimmten Zeit viele Gottheiten, auch kleinere, als allen anderen überlegen beschrieben wurden. Er argumentiert auch, dass der nicht näher bezeichnete „Gott“ in den Weisheitstexten ein allgemeiner Begriff für diejenige Gottheit ist, die für den Leser in der jeweiligen Situation relevant ist. Obwohl sich die Kombinationen, Erscheinungsformen und Ikonographien der einzelnen Götter ständig änderten, waren sie immer auf eine begrenzte Anzahl von Formen beschränkt und wurden nie vollständig austauschbar in einer monotheistischen oder pantheistischen Weise. Der Henotheismus, so Hornung, beschreibt die ägyptische Religion besser als andere Bezeichnungen. Ein Ägypter konnte eine beliebige Gottheit zu einem bestimmten Zeitpunkt verehren und ihr in diesem Moment die höchste Macht zuschreiben, ohne die anderen Götter zu verleugnen oder sie alle mit dem Gott zu verschmelzen, auf den er oder sie sich konzentrierte. Hornung kommt zu dem Schluss, dass die Götter nur im Mythos, in der Zeit vor der Schöpfung, vollständig vereinheitlicht waren, wonach die Vielzahl der Götter aus einer einheitlichen Nichtexistenz hervorgegangen ist.
Hornungs Argumente haben andere Gelehrte der ägyptischen Religion stark beeinflusst, aber einige glauben immer noch, dass die Götter zuweilen einheitlicher waren, als er es zulässt. Jan Assmann vertritt die Ansicht, dass sich die Vorstellung einer einzigen Gottheit im Neuen Reich langsam entwickelte, beginnend mit einer Konzentration auf Amun-Ra als dem alles bestimmenden Sonnengott. Seiner Ansicht nach war der Atenismus ein extremer Auswuchs dieser Entwicklung. Sie setzte die einzige Gottheit mit der Sonne gleich und verwarf alle anderen Götter. Im Zuge der Gegenreaktion auf den Atenismus beschrieben priesterliche Theologen den universellen Gott auf eine andere Weise, die mit dem traditionellen Polytheismus koexistierte. Man glaubte, dass der eine Gott die Welt und alle anderen Gottheiten übersteigt, während die vielen Götter gleichzeitig Aspekte des einen Gottes waren. Nach Assmann wurde dieser eine Gott vor allem mit Amun, dem dominierenden Gott im späten Neuen Reich, gleichgesetzt, während die universelle Gottheit im Rest der ägyptischen Geschichte mit vielen anderen Göttern identifiziert werden konnte. James P. Allen meint, dass die nebeneinander bestehenden Vorstellungen von einem Gott und vielen Göttern gut zur "Vielfalt der Ansätze" im ägyptischen Denken sowie zur henotheistischen Praxis der gewöhnlichen Anbeter passen würden. Er sagt, dass die Ägypter die Einheit des Göttlichen erkannt haben könnten, indem sie "ihre einheitliche Vorstellung von 'Gott' je nach Situation mit einem bestimmten Gott identifizierten."

## Beschreibungen und Darstellungen
In ägyptischen Schriften werden die Körper der Götter detailliert beschrieben. Sie sind aus wertvollen Materialien hergestellt. Ihr Fleisch ist aus Gold, ihre Knochen sind aus Silber und ihr Haar ist aus Lapislazuli. Sie verströmen einen Duft, den die Ägypter mit dem Weihrauch verglichen, der bei Ritualen verwendet wird. Einige Texte enthalten genaue Beschreibungen bestimmter Gottheiten, einschließlich ihrer Größe und Augenfarbe. Diese Eigenschaften sind jedoch nicht festgeschrieben; in den Mythen verändern die Götter ihre Erscheinung, um ihren eigenen Zwecken zu dienen. In ägyptischen Texten werden die wahren, zugrundeliegenden Formen der Gottheiten oft als "geheimnisvoll" bezeichnet. Die bildlichen Darstellungen der ägyptischen Götter sind also nicht wörtlich zu nehmen. Sie symbolisieren bestimmte Aspekte des Charakters der jeweiligen Gottheit und funktionieren ähnlich wie die Ideogramme in der Hieroglyphenschrift. Aus diesem Grund wird der Totengott Anubis in der Ägyptischen Kunst häufig als Hund oder Schakal dargestellt, ein Wesen, dessen Aasfressergewohnheiten die Erhaltung der begrabenen Mumien bedrohen, um dieser Bedrohung entgegenzuwirken und ihn zum Schutz einzusetzen. Seine schwarze Färbung spielt auf die Farbe mumifizierten Fleisches und auf die fruchtbare schwarze Erde an, die die Ägypter als Symbol der Auferstehung betrachteten.
Die meisten Gottheiten wurden auf verschiedene Weise dargestellt. Hathor könnte eine Kuh, eine Kobra, eine Löwin oder eine Frau mit Rinderhörnern oder -ohren sein. Indem die Ägypter einen bestimmten Gott auf unterschiedliche Weise darstellten, brachten sie verschiedene Aspekte seines Wesens zum Ausdruck. Die Götter werden in einer endlichen Anzahl dieser symbolischen Formen dargestellt, so dass sie oft durch ihre Ikonographie voneinander unterschieden werden können. Zu diesen Formen gehören Männer und Frauen (Anthropomorphismus), Tiere (Zoomorphismus) und, seltener, unbelebte Gegenstände. Kombinationen von Formen, wie Gottheiten mit menschlichen Körpern und Tierköpfen, sind üblich. Im Laufe der Geschichte entstanden neue Formen und immer komplexere Kombinationen, wobei die surrealsten Formen oft bei den Dämonen der Unterwelt zu finden sind. Einige Götter können nur dann von anderen unterschieden werden, wenn sie schriftlich gekennzeichnet sind, wie bei Isis und Hathor. Aufgrund der engen Verbindung zwischen diesen beiden Göttinnen konnten sie beide den Kopfschmuck aus Kuhhorn tragen, der ursprünglich nur Hathor gehörte.

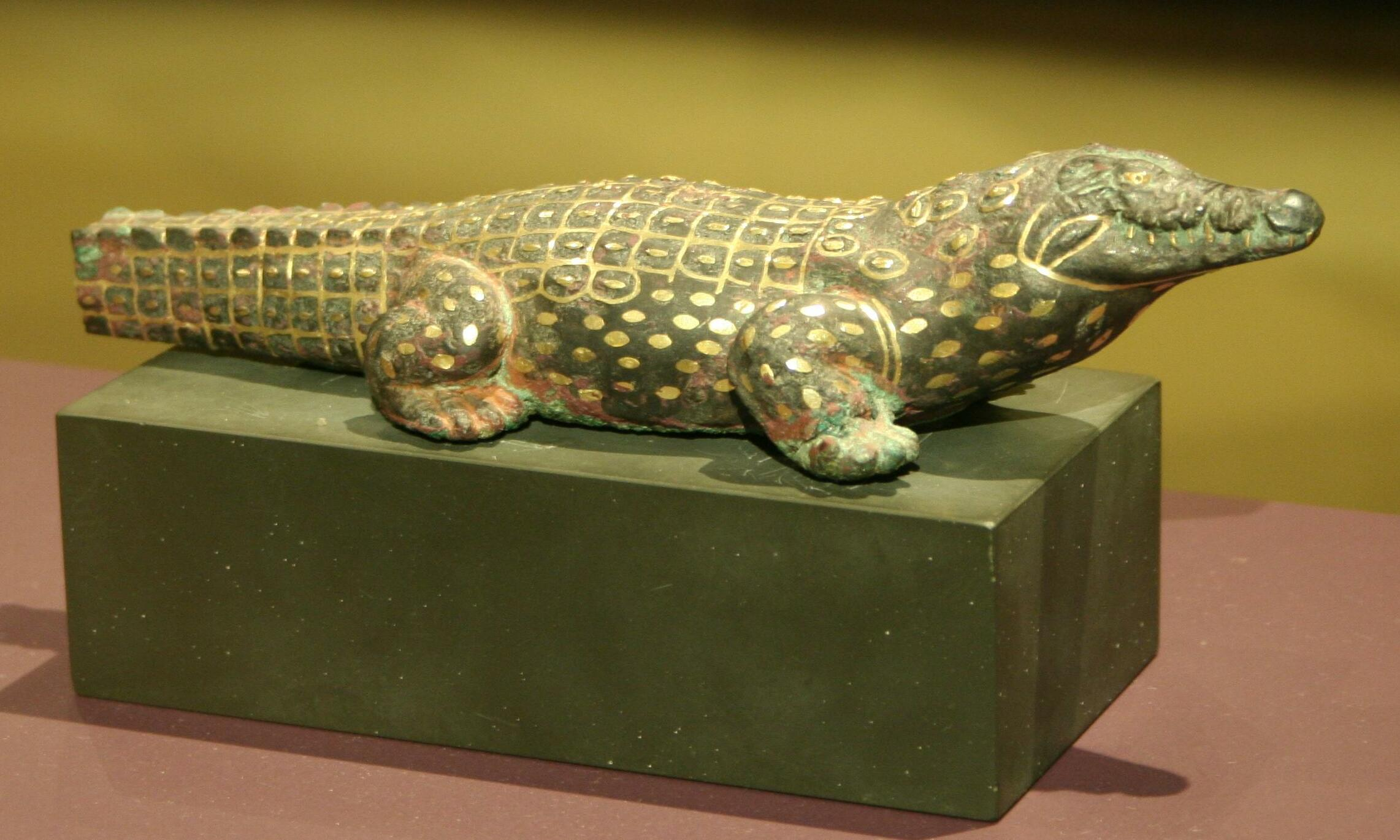
Statue des Krokodilgottes Sobek in voller Tiergestalt, möglicherweise ein Kultbild aus einem Tempel

Bestimmte Merkmale von Götterbildern sind für die Bestimmung der Identität eines Gottes nützlicher als andere. Der Kopf eines bestimmten Götterbildes ist besonders wichtig. Bei einer hybriden Darstellung repräsentiert der Kopf die ursprüngliche Form des dargestellten Wesens, so dass, wie der Ägyptologe Henry Fischer es ausdrückt, "eine löwenköpfige Göttin eine Löwengöttin in Menschengestalt ist, während eine königliche Sphinx umgekehrt ein Mann ist, der die Gestalt eines Löwen angenommen hat". Ein weiterer wichtiger Indikator sind die göttlichen Kopfbedeckungen, die von Kronen, wie sie auch von menschlichen Königen getragen werden, bis hin zu großen Hieroglyphen auf den Köpfen der Götter reichen. Im Gegensatz dazu sind die Gegenstände, die die Götter in den Händen halten, eher allgemeiner Natur. Männliche Gottheiten halten Was-Stäbe, Göttinnen halten Stängel aus Papyrus und beide Geschlechter tragen Anch-Zeichen, die das ägyptische Wort für "Leben" darstellen, um ihre lebensspendende Kraft zu symbolisieren.
Die Formen, in denen die Götter dargestellt werden, sind zwar vielfältig, aber in vielerlei Hinsicht begrenzt. Viele der in Ägypten weit verbreiteten Kreaturen wurden nie in der göttlichen Ikonographie verwendet. Andere konnten mehrere Gottheiten darstellen, da diese oft wichtige gemeinsame Merkmale aufwiesen. Stiere und Widder wurden mit Männlichkeit assoziiert, Kühe und Falken mit dem Himmel, Flusspferde mit mütterlichem Schutz, Katzen mit dem Sonnengott und Schlangen sowohl mit Gefahr als auch mit Erneuerung. Tiere, die in der Frühphase der ägyptischen Geschichte nicht vorhanden waren, wurden nicht als Götterbilder verwendet. Das Pferd zum Beispiel, das erst in der Zweite Zwischenzeit eingeführt wurde, stellte nie einen Gott dar. (ca. 1650–1550 v. Chr.) eingeführt wurde, nie eine Gottheit dar. Auch die Kleidung der anthropomorphen Gottheiten unterschied sich in den meisten Epochen kaum von der im Alten Reich: Kilt, falscher Bart und oft ein Hemd für männliche Götter und ein langes, eng anliegendes Kleid für Göttinnen. Die anthropomorphe Grundform ist unterschiedlich. Kindergötter werden nackt dargestellt, ebenso wie einige erwachsene Götter, wenn ihre Zeugungskraft betont wird. Bestimmten männlichen Gottheiten werden schwere Bäuche und Brüste verliehen, die entweder Androgynität oder Wohlstand und Fülle symbolisieren. Während die meisten männlichen Götter rote Haut haben und die meisten Göttinnen gelb sind – dieselben Farben, die für die Darstellung ägyptischer Männer und Frauen verwendet werden –, haben einige ungewöhnliche, symbolische Hautfarben. So spielt die blaue Haut und die bauchige Gestalt des Gottes Hapi auf die Nilflut an, die er repräsentiert, und auf die nährende Fruchtbarkeit, die sie mit sich brachte. Einige Gottheiten wie Osiris, Ptah und Min haben ein mumienförmiges Aussehen, bei dem die Gliedmaßen fest in Stoff gehüllt sind. Obwohl diese Götter Mumien ähneln, sind die frühesten Beispiele älter als die Mumifizierung in Tüchern, und diese Form könnte auf die frühesten, gliedmaßenlosen Darstellungen von Gottheiten zurückgehen.
| R24 |

| R24 |

| R25 |

| R25 |

| R22 |

| R22 |

| R23 |

| R23 |

Siehe Gardiner-Liste.
Einige unbelebte Objekte, die Gottheiten darstellen, sind der Natur entnommen, wie z. B. Bäume oder die scheibenförmigen Embleme für Sonne und Mond. Einige Objekte, die mit einem bestimmten Gott assoziiert werden, wie die gekreuzten Bögen, die Neith repräsentieren, oder das Emblem des Min, symbolisierten die Kulte dieser Gottheiten in prädynastischer Zeit. In vielen dieser Fälle ist die Art des ursprünglichen Objekts rätselhaft. In der prädynastischen und frühdynastischen Zeit wurden die Götter häufig durch göttliche Standarten repräsentiert: Pfähle mit Emblemen von Gottheiten, die sowohl Tiergestalten als auch unbelebte Gegenstände enthielten.

## Interaktionen mit Menschen

### Beziehung zum Pharao

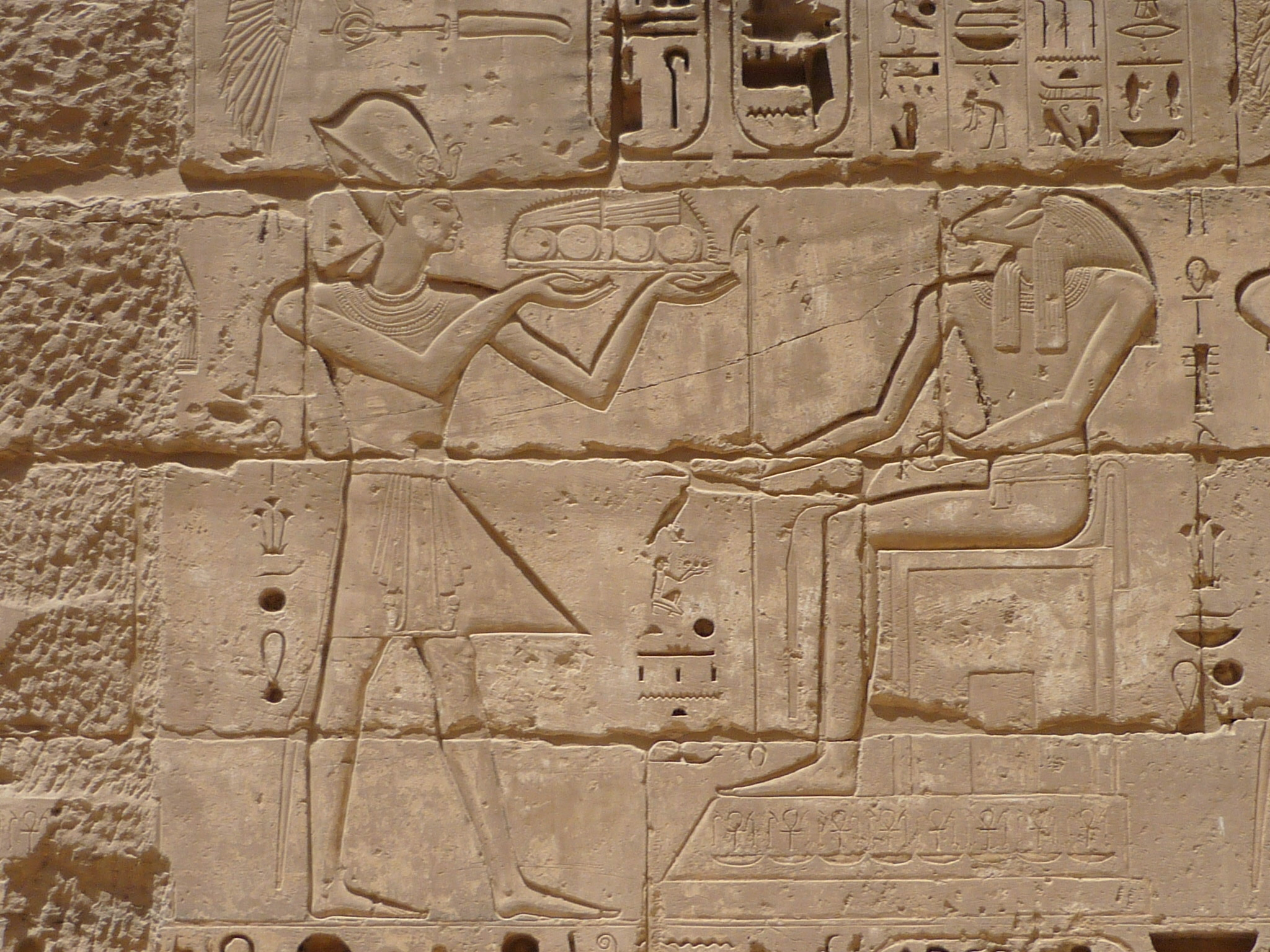
Ramses III. bringt Amun Opfergaben dar.

In den offiziellen Schriften werden die Pharaonen als göttlich bezeichnet, und sie werden ständig in Gesellschaft der Götter des Pantheons abgebildet. Jeder Pharao und seine Vorgänger galten als Nachfolger der Götter, die Ägypten in der mythischen Vorgeschichte regiert hatten. Lebende Könige wurden mit Horus gleichgesetzt und als "Sohn" vieler männlicher Gottheiten bezeichnet, insbesondere von Osiris und Ra; verstorbene Könige wurden mit diesen älteren Göttern gleichgesetzt. Die Ehefrauen und Mütter der Könige wurden mit vielen Göttinnen gleichgesetzt. Die wenigen Frauen, die sich selbst zu Pharaonen machten, wie z. B. Hatschepsut, verbanden sich mit denselben Göttinnen, übernahmen aber gleichzeitig einen Großteil der männlichen Symbolik des Königtums. Pharaonen hatten ihre eigenen Totentempel, in denen während ihres Lebens und nach ihrem Tod Rituale für sie durchgeführt wurden. Doch nur wenige Pharaonen wurden noch lange nach ihrem Leben als Götter verehrt, und in nicht offiziellen Texten werden die Könige in einem menschlichen Licht dargestellt. Aus diesen Gründen sind sich die Gelehrten nicht einig darüber, inwieweit die meisten Ägypter den König wirklich für einen Gott hielten. Vielleicht wurde er nur dann als göttlich angesehen, wenn er Zeremonien durchführte.
Wie sehr man auch daran glaubte, der göttliche Status des Königs war der Grund für seine Rolle als Vertreter Ägyptens bei den Göttern, da er eine Verbindung zwischen dem göttlichen und dem menschlichen Reich darstellte. Die Ägypter glaubten, dass die Götter Tempel brauchten, in denen sie wohnen konnten, sowie die regelmäßige Durchführung von Ritualen und die Darbringung von Opfergaben, um sie zu nähren. Für diese Dinge sorgten die vom König beaufsichtigten Kulte mit ihren Priestern und Arbeitern. Der königlichen Ideologie zufolge war der Tempelbau jedoch ausschließlich das Werk des Pharaos, ebenso wie die Rituale, die die Priester gewöhnlich an seiner Stelle durchführten. Diese Handlungen waren Teil der grundlegenden Aufgabe des Königs: die Aufrechterhaltung der "Maat". Der König und das Volk, das er repräsentierte, versorgten die Götter mit "Maat", damit sie ihre Aufgaben weiterhin erfüllen konnten, wodurch das "Maat" im Kosmos erhalten blieb und die Menschen weiterleben konnten.

### Präsenz in der menschlichen Welt
Obwohl die Ägypter glaubten, dass ihre Götter in der Welt um sie herum präsent waren, war der Kontakt zwischen der menschlichen und der göttlichen Welt meist auf bestimmte Umstände beschränkt. In der Literatur mögen die Götter den Menschen in physischer Form erscheinen, doch im wirklichen Leben waren die Ägypter auf indirektere Kommunikationsmittel beschränkt.
Es hieß, der Ba eines Gottes verlasse von Zeit zu Zeit das göttliche Reich, um in den Abbildern dieses Gottes zu wohnen. Indem sie diese Bilder bewohnten, verließen die Götter ihren verborgenen Zustand und nahmen eine physische Form an. Für die Ägypter war ein Ort oder ein Gegenstand, der „heilig“ war, isoliert und rituell rein und somit geeignet, von einem Gott bewohnt zu werden. Tempelstatuen und Reliefs sowie bestimmte heilige Tiere, wie der Apis-Stier, dienten auf diese Weise als göttliche Mittler. Träume und Trancezustände boten eine ganz andere Möglichkeit der Interaktion. In diesen Zuständen, so glaubte man, konnten die Menschen den Göttern nahe kommen und manchmal Botschaften von ihnen empfangen. Nach dem ägyptischen Jenseitsglauben schließlich gehen die menschlichen Seelen nach dem Tod in das göttliche Reich über. Die Ägypter glaubten daher, dass sie nach dem Tod auf der gleichen Ebene wie die Götter existieren und deren geheimnisvolle Natur verstehen würden.

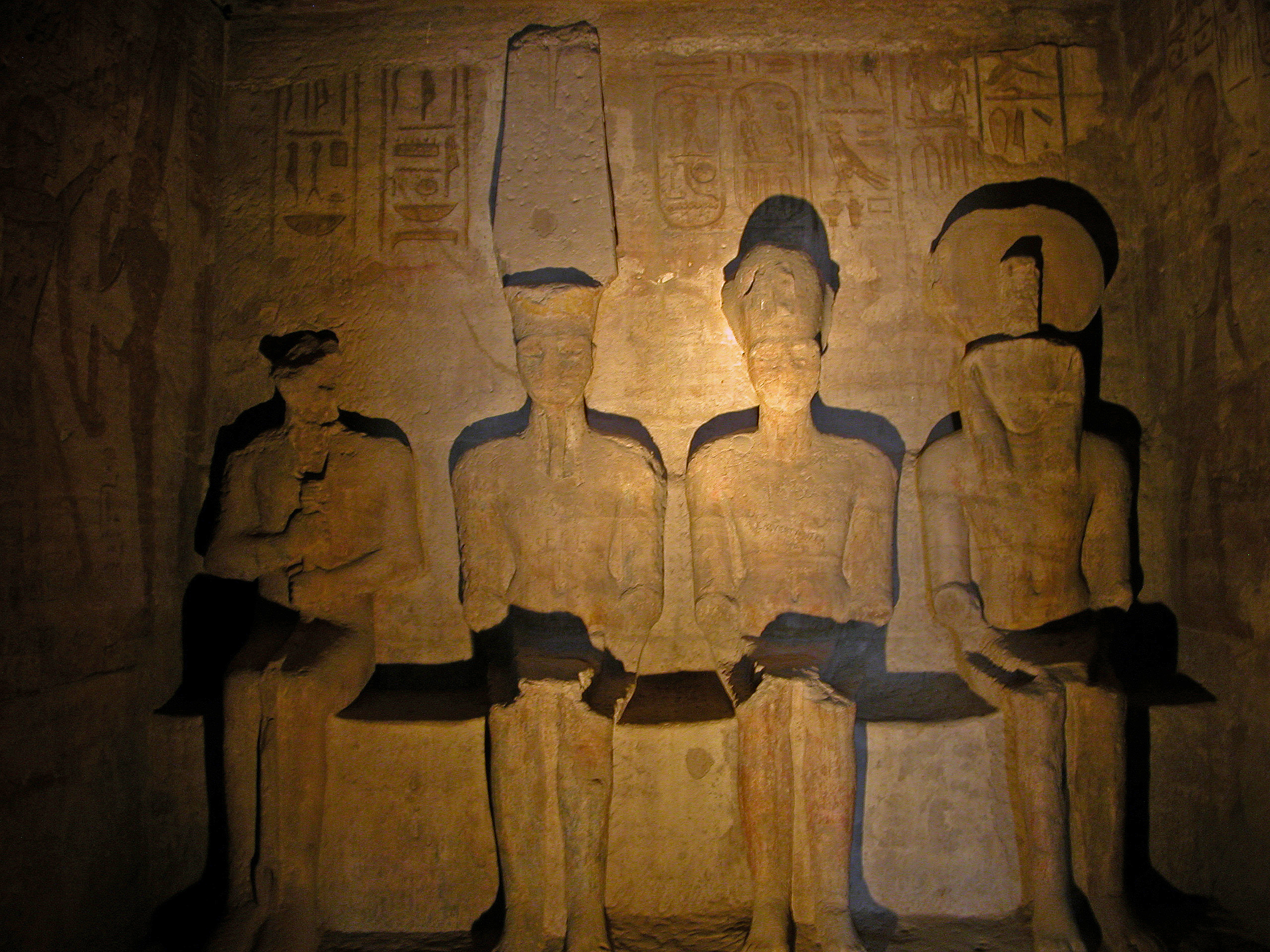
Ramses II. (zweiter von rechts) mit den Göttern Ptah, Amun und Re im Heiligtum des Großen Tempels in Abu Simbel

Die Tempel, in denen die Staatsrituale durchgeführt wurden, waren mit Götterbildern ausgestattet. Das wichtigste Tempelbild war die Kultstatue im inneren Heiligtum. Diese Statuen waren in der Regel nicht lebensgroß und aus denselben kostbaren Materialien gefertigt, aus denen die Körper der Götter bestehen sollten. Viele Tempel hatten mehrere Heiligtümer, in denen jeweils eine Kultstatue stand, die einen der Götter einer Gruppe, z. B. einer Familientriade, repräsentierte. Der Hauptgott der Stadt wurde als ihr Herr angesehen, der viele Einwohner als Diener in dem göttlichen Haushalt beschäftigte, den der Tempel repräsentierte. Die Götter, die in den Tempeln Ägyptens wohnten, repräsentierten zusammen das gesamte Pantheon. Doch viele Gottheiten – darunter einige wichtige, aber auch unbedeutende oder feindliche – erhielten nie einen eigenen Tempel, obwohl einige in den Tempeln anderer Götter vertreten waren.
Um die heilige Kraft im Heiligtum von den Verunreinigungen der Außenwelt abzuschirmen, schlossen die Ägypter die Tempelheiligtümer ein und schränkten den Zugang zu ihnen stark ein. Menschen außer Königen und Hohepriestern war der Kontakt mit den Kultstatuen daher verwehrt. Eine Ausnahme bildeten Festumzüge, bei denen die Statue in einem tragbaren Schrein aus dem Tempel getragen wurde, wodurch sie in der Regel vor den Augen der Öffentlichkeit verborgen blieb. Die Menschen hatten jedoch weniger direkte Möglichkeiten der Interaktion. Die öffentlicheren Teile der Tempel enthielten oft kleine Gebetsplätze, von Türöffnungen bis zu freistehenden Kapellen an der Rückseite des Tempels. Die Gemeinden bauten und verwalteten auch kleine Kapellen für den Eigengebrauch, und einige Familien hatten Heiligtümer in ihren Häusern.

### Einmischung in das Leben der Menschen
Die ägyptischen Götter waren sowohl am Leben der Menschen als auch an der übergreifenden Ordnung der Natur beteiligt. Dieser göttliche Einfluss galt vor allem für Ägypten, da fremde Völker traditionell als außerhalb der göttlichen Ordnung stehend angesehen wurden. Im Neuen Reich, als andere Nationen unter ägyptischer Kontrolle standen, hieß es, dass die Fremden ebenso wie die Ägypter unter der gütigen Herrschaft des Sonnengottes standen.
Thot, der Überwacher der Zeit, soll sowohl den Menschen als auch den Göttern eine feste Lebensspanne zugewiesen haben. Auch andere Götter sollten die Dauer des menschlichen Lebens bestimmen, darunter Mesechenet und Renenutet, die beide über die Geburt wachten, und Schai, die Personifizierung des Schicksals. Der Zeitpunkt und die Art und Weise des Todes waren also die Hauptbedeutung des ägyptischen Schicksalskonzepts, obwohl diese Gottheiten in gewissem Maße auch andere Ereignisse im Leben bestimmten. In mehreren Texten ist die Rede davon, dass die Götter die Entscheidungen der Menschen beeinflussten oder inspirierten, indem sie durch das Herz" wirkten - im ägyptischen Glauben der Sitz von Gefühl und Verstand. Man glaubte auch, dass die Götter Befehle erteilten, indem sie dem König Anweisungen für die Verwaltung seines Reiches gaben und die Verwaltung ihrer Tempel regelten. Ägyptische Texte erwähnen nur selten direkte Befehle an Privatpersonen, und diese Befehle entwickelten sich nie zu einer Reihe von göttlich erzwungenen Moralvorstellungen. Die Moral im alten Ägypten basierte auf dem Konzept der "Maat", das, auf die menschliche Gesellschaft angewandt, bedeutete, dass jeder in einer geordneten Weise leben sollte, die das Wohlergehen anderer Menschen nicht beeinträchtigte. Da die Götter die Hüter der "Maat" waren, war die Moral mit ihnen verbunden. So beurteilten die Götter beispielsweise die moralische Rechtschaffenheit der Menschen nach dem Tod, und im Neuen Reich glaubte man, dass ein Unschuldsurteil für den Eintritt ins Jenseits notwendig sei. Im Allgemeinen basierte die Moral jedoch eher auf praktischen Möglichkeiten zur Aufrechterhaltung der "Maat" im täglichen Leben als auf strengen Regeln, die von den Göttern aufgestellt wurden.

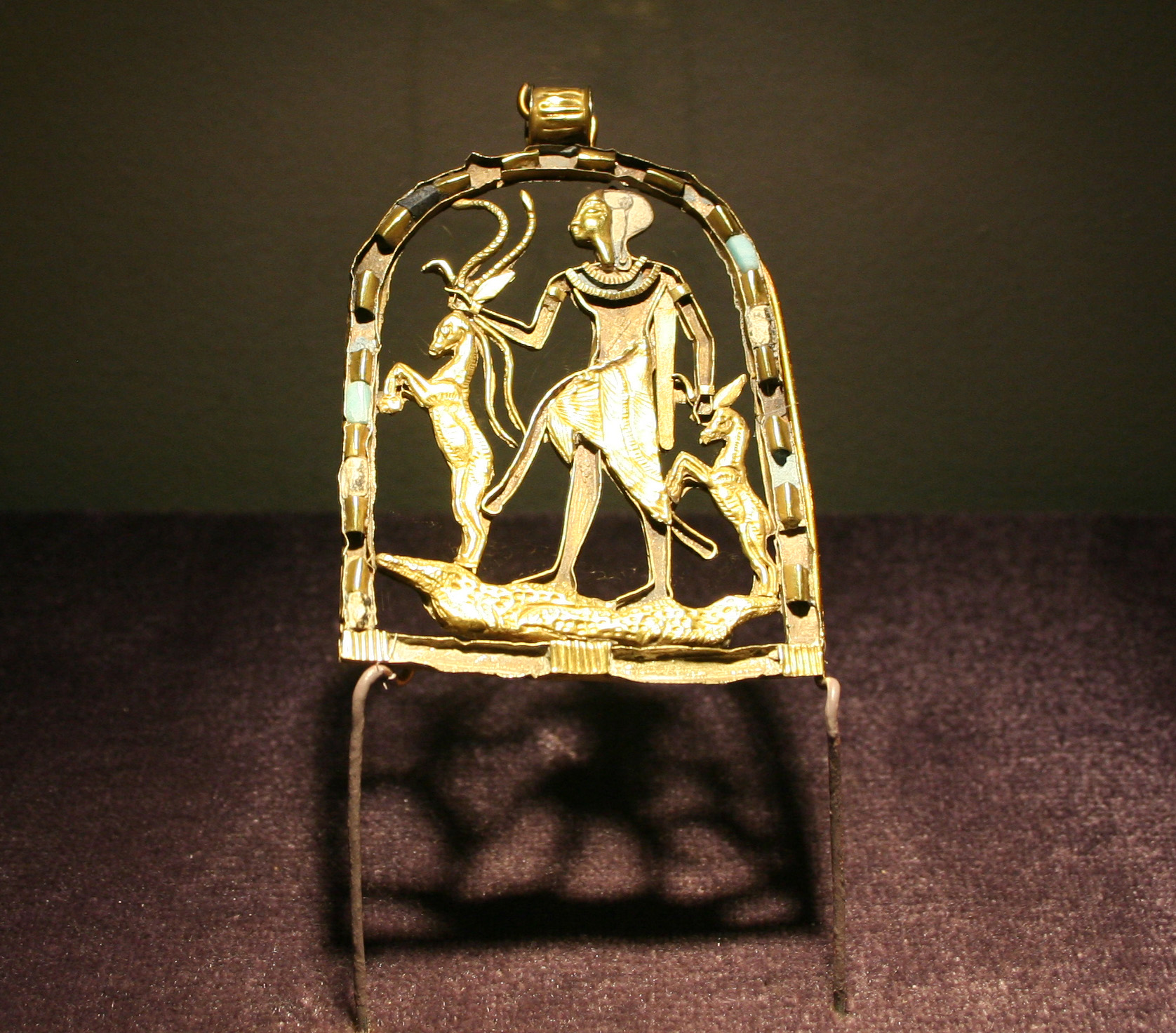
Amulett des Gottes Shed

Die Menschen hatten den freien Willen, die göttliche Führung und das von Maat geforderte Verhalten zu ignorieren, aber dadurch konnten sie göttliche Strafe über sich bringen. Eine Gottheit führte diese Strafe mit Hilfe ihres Ba aus, der Kraft, die die Macht des Gottes in der menschlichen Welt manifestierte. Naturkatastrophen und menschliche Krankheiten wurden als das Werk zorniger göttlicher Ba angesehen. Umgekehrt konnten die Götter rechtschaffene Menschen von Krankheiten heilen oder sogar ihre Lebensspanne verlängern. Beide Arten des Eingreifens wurden schließlich von Gottheiten repräsentiert: Sched, der im Neuen Reich auftauchte und für die göttliche Rettung vor Unheil stand, und Petbe, ein apotropäischer Gott aus der Spätzeit der ägyptischen Geschichte, der Unrecht rächen sollte.
In ägyptischen Texten wird die Frage, ob die Götter dafür verantwortlich sind, wenn Menschen zu Unrecht leiden, unterschiedlich beurteilt. Unglück wurde oft als ein Produkt von Isfet, der kosmischen Unordnung, die das Gegenteil von Maat war, angesehen, und daher waren die Götter nicht schuldig, böse Ereignisse zu verursachen. Einige Gottheiten, die eng mit Isfet verbunden waren, wie z. B. Seth, konnten für die Unordnung in der Welt verantwortlich gemacht werden, ohne den anderen Göttern die Schuld zu geben. In einigen Schriften werden die Götter beschuldigt, menschliches Elend verursacht zu haben, während in anderen Schriften Theodizees zur Verteidigung der Götter angeführt werden. Ab dem Mittleren Reich verbanden mehrere Texte das Problem des Bösen in der Welt mit einem Mythos, in dem der Schöpfergott eine menschliche Rebellion gegen seine Herrschaft bekämpft und sich dann von der Erde zurückzieht. Aufgrund dieses menschlichen Fehlverhaltens entfernt sich der Schöpfer von seiner Schöpfung und lässt das Leiden zu. In den Schriften des Neuen Reiches wird die gerechte Natur der Götter nicht so stark in Frage gestellt wie in denen des Mittleren Reiches. Sie betonen die direkten, persönlichen Beziehungen der Menschen zu den Gottheiten und die Macht der Götter, in das menschliche Geschehen einzugreifen. Die Menschen dieser Epoche vertrauten auf bestimmte Götter, von denen sie hofften, dass sie ihnen in ihrem Leben helfen und sie beschützen würden. Infolgedessen wurde die Aufrechterhaltung der Ideale der "Maat" weniger wichtig als das Erlangen der Gunst der Götter, um ein gutes Leben zu garantieren. Sogar die Pharaonen wurden als von göttlicher Hilfe abhängig betrachtet, und nach dem Ende des Neuen Reiches wurde die Regierung zunehmend von Orakeln beeinflusst, die den Willen der Götter verkündeten.

### Verehrung
Die offiziellen religiösen Praktiken, die die Maat zum Wohle ganz Ägyptens aufrechterhielten, waren mit den religiösen Praktiken der einfachen Menschen verwandt, unterschieden sich aber von diesen, die die Hilfe der Götter für ihre persönlichen Probleme suchten. Die offizielle Religion umfasste eine Vielzahl von Ritualen, die in Tempeln stattfanden. Einige Riten wurden täglich vollzogen, während andere als Feste in größeren Abständen stattfanden und oft auf einen bestimmten Tempel oder eine bestimmte Gottheit beschränkt waren. Die Götter erhielten ihre Opfergaben in täglichen Zeremonien, bei denen ihre Statuen gekleidet, gesalbt und mit Speisen beschenkt wurden, während ihnen zu Ehren Hymnen rezitiert wurden. Diese Opfergaben dienten nicht nur der Aufrechterhaltung der "Maat" für die Götter, sondern zelebrierten auch die lebensspendende Großzügigkeit der Götter und ermutigten sie, wohlwollend und nicht rachsüchtig zu sein.

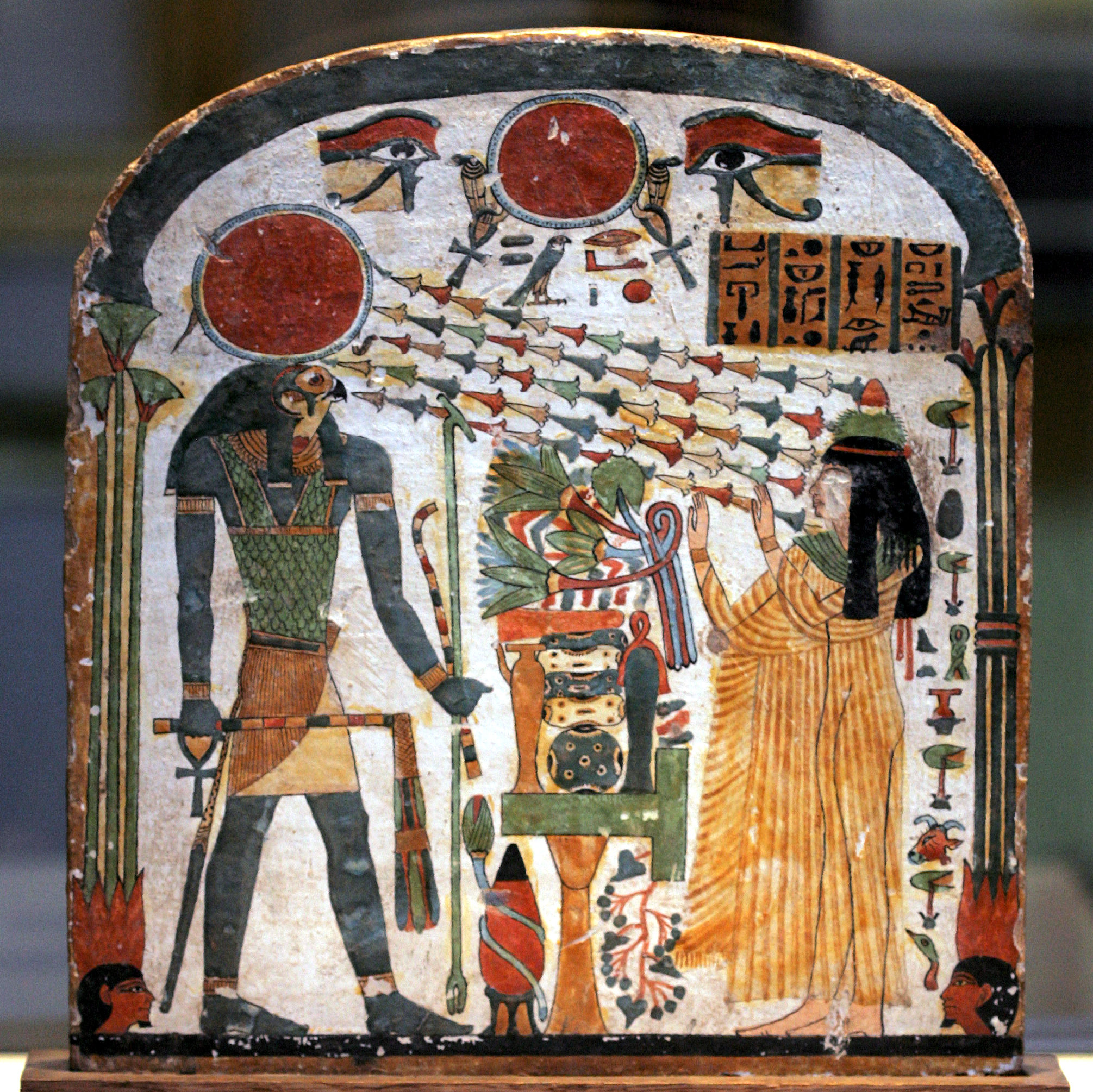
Bemalte Holztafel mit einer Frau, die mit erhobenen Armen Ra-Horakhty verehrt, der sie mit Lichtstrahlen segnet.

Zu den Festen gehörte oft eine feierliche Prozession, bei der ein Kultbild in einem barkenförmigen Schrein aus dem Tempel getragen wurde. Diese Prozessionen dienten verschiedenen Zwecken. In der Römerzeit, als man glaubte, dass lokale Gottheiten aller Art Macht über die Überschwemmungen des Nils hatten, wurden in vielen Gemeinden Tempelbilder in Prozessionen an die Flussufer getragen, damit die Götter eine große und fruchtbare Flut herbeirufen konnten. Prozessionen reisten auch zwischen den Tempeln hin und her, wie zum Beispiel, als das Bildnis der Hathor aus dem Dendera-Tempel ihren Gemahl Horus im Tempel von Edfu besuchte. Die Rituale für einen Gott basierten oft auf der Mythologie dieser Gottheit. Solche Rituale waren als Wiederholungen der Ereignisse der mythischen Vergangenheit gedacht, die die wohltuenden Wirkungen der ursprünglichen Ereignisse erneuerten. Beim Fest der Khoiak zu Ehren von Osiris wurden sein Tod und seine Wiederauferstehung rituell nachgespielt, während die Ernte zu sprießen begann. Das zurückkehrende Grün symbolisierte die Erneuerung des Lebens des Gottes selbst.
Die persönliche Interaktion mit den Göttern nahm viele Formen an. Menschen, die Informationen oder Rat suchten, wandten sich an Orakel, die von Tempeln betrieben wurden und die Antworten der Götter auf ihre Fragen übermitteln sollten. Amulette und andere Abbildungen von Schutzgottheiten wurden verwendet, um Dämonen abzuwehren, die das menschliche Wohlergehen bedrohen könnten, oder um dem Träger die positiven Eigenschaften der Gottheit zu verleihen. In privaten Ritualen wurde die Macht der Götter angerufen, um persönliche Ziele zu erreichen, von der Heilung von Krankheiten bis zur Verfluchung von Feinden. Diese Praktiken bedienten sich der "Heka", der gleichen magischen Kraft, die auch die Götter benutzten und die der Schöpfer den Menschen gegeben haben soll, damit sie das Unglück abwehren können. Der Ausführende eines privaten Ritus nahm oft die Rolle eines Gottes in einem Mythos an oder bedrohte sogar eine Gottheit, um die Götter in die Erreichung des Ziels einzubeziehen. Solche Rituale existierten neben privaten Opfergaben und Gebeten, und alle drei waren akzeptierte Mittel, um göttliche Hilfe zu erlangen.
Gebete und private Opfergaben werden im Allgemeinen als "persönliche Frömmigkeit" bezeichnet: Handlungen, die eine enge Beziehung zwischen einer Person und einem Gott widerspiegeln. Vor dem Neuen Reich gibt es nur wenige Belege für persönliche Frömmigkeit. Votivgaben und Personennamen, von denen viele theophorisch sind, deuten darauf hin, dass die einfachen Leute eine gewisse Verbindung zwischen sich und ihren Göttern empfanden, aber eindeutige Beweise für die Verehrung von Gottheiten wurden erst im Neuen Reich sichtbar und erreichten in dieser Epoche einen Höhepunkt. Die Gelehrten sind sich uneins über die Bedeutung dieser Veränderung - ob die direkte Interaktion mit den Göttern eine neue Entwicklung oder ein Auswuchs älterer Traditionen war. Die Ägypter drückten ihre Verehrung nun durch eine neue Vielfalt von Aktivitäten in und um die Tempel aus. Sie hielten ihre Gebete und ihren Dank für göttliche Hilfe auf Stelen fest. Sie opferten Figuren, die die Götter darstellten, zu denen sie beteten, oder die das gewünschte Ergebnis symbolisierten; so konnten ein Reliefbild der Hathor und eine Frauenstatuette beide ein Gebet um Fruchtbarkeit darstellen. Gelegentlich nahm eine Person einen bestimmten Gott als Schutzherrn an und widmete seinen Besitz oder seine Arbeitskraft dem Kult des Gottes. Diese Praktiken setzten sich bis in die jüngsten Perioden der ägyptischen Geschichte fort. In diesen späteren Epochen gab es weitere religiöse Neuerungen, darunter die Praxis, Tiermumien als Opfergaben für in Tiergestalt dargestellte Gottheiten zu überreichen, wie die Katzenmumien, die der Katzengöttin Bastet überreicht wurden. Einige der wichtigsten Gottheiten aus dem Mythos und der offiziellen Religion wurden im Volkskult nur selten angerufen, aber viele der großen Staatsgötter waren in der Volkstradition wichtig.
Die Verehrung einiger ägyptischer Götter verbreitete sich in den Nachbarländern, insbesondere in Kanaan und Nubien während des Neuen Reiches, als diese Regionen unter pharaonischer Kontrolle standen. In Kanaan wurden die exportierten Gottheiten, darunter Hathor, Amun und Set, häufig mit einheimischen Göttern synkretisiert, die sich wiederum in Ägypten verbreiteten. Die ägyptischen Gottheiten hatten möglicherweise keine festen Tempel in Kanaan, und ihre Bedeutung dort nahm ab, nachdem Ägypten die Kontrolle über die Region verloren hatte. Im Gegensatz dazu wurden in Nubien viele Tempel für die wichtigsten ägyptischen Götter und vergöttlichten Pharaonen gebaut. Nach dem Ende der ägyptischen Herrschaft wurden die importierten Götter, insbesondere Amun und Isis, mit lokalen Gottheiten synkretisiert und blieben Teil der Religion des unabhängigen Königreich von Kusch in Nubien. Diese Götter wurden ähnlich wie in Ägypten in die nubische Ideologie des Königtums integriert, so dass Amun als göttlicher Vater des Königs angesehen wurde und Isis und andere Göttinnen mit der nubischen Königin, der Kandake, verbunden waren. Einige Gottheiten reichten noch weiter.  Taweret wurde auf Minoisches Kreta zu einer Göttin, und das Orakel des Amun in der Oase Siwa war den Menschen im gesamten Mittelmeerraum bekannt und wurde von ihnen konsultiert.

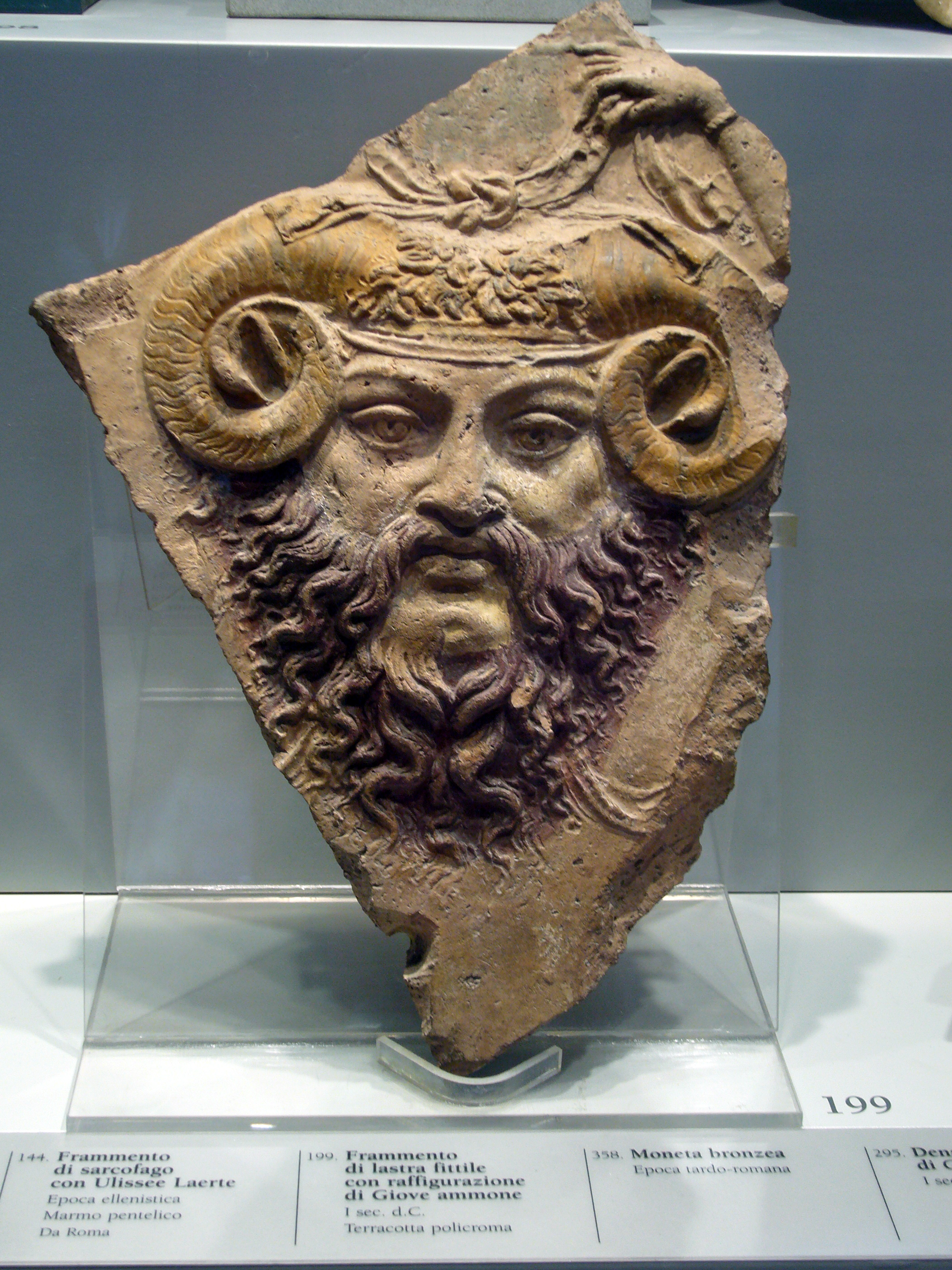
Jupiter Ammon, eine Kombination aus Amun und dem römischen Gott Jupiter

Unter der griechischen Ptolemäer-Dynastie und dann unter der römischen Herrschaft führten Griechen und Römer ihre eigenen Gottheiten in Ägypten ein. Diese Neuankömmlinge setzten die ägyptischen Götter mit ihren eigenen gleich, als Teil der griechisch-römischen Tradition der Interpretatio Graeca. Die Verehrung der einheimischen Götter wurde nicht von der Verehrung der fremden Götter verdrängt. Vielmehr wurden griechische und römische Götter als Erscheinungsformen ägyptischer Götter übernommen. Ägyptische Kulte bezogen manchmal die altgriechische Sprache, die Philosophie, die Ikonographie und sogar die Tempelarchitektur mit ein. In der Zwischenzeit wurden die Kulte mehrerer ägyptischer Gottheiten - insbesondere Isis, Osiris, Anubis, die Form des Horus namens Harpokrates und der verschmolzene griechisch-ägyptische Gott Serapis - in die römische Religion übernommen und verbreiteten sich im Römischen Reich. Römische Kaiser, wie schon die ptolemäischen Könige vor ihnen, riefen Isis und Serapis an, um ihre Autorität innerhalb und außerhalb Ägyptens zu bekräftigen. In der komplexen Mischung religiöser Traditionen des Reiches wurde Thoth in den legendären Esoteriklehrer Hermes Trismegistos umgewandelt, und Isis, die von Britannien bis Mesopotamien verehrt wurde, wurde zum Mittelpunkt eines Mysterienkultes im griechischen Stil. Isis und Hermes Trismegistus spielten eine wichtige Rolle in der westlichen esoterischen Tradition, die sich aus der römischen Religionswelt entwickelte.
Die Tempel und Kulte in Ägypten selbst gingen zurück, als sich die römische Wirtschaft im dritten Jahrhundert nach Christus verschlechterte, und ab dem vierten Jahrhundert unterdrückten die Christen die Verehrung der ägyptischen Gottheiten. Die letzten offiziellen Kulte in Philae starben im fünften oder sechsten Jahrhundert aus. Die meisten Glaubensvorstellungen über die Götter selbst verschwanden innerhalb weniger hundert Jahre und blieben in magischen Texten bis ins siebte und achte Jahrhundert erhalten. Im Gegensatz dazu wurden viele der mit ihrer Verehrung verbundenen Praktiken, wie Prozessionen und Orakel, an die christliche Ideologie angepasst und blieben als Teil der Koptischen Kirche erhalten. Angesichts der großen Veränderungen und vielfältigen Einflüsse in der ägyptischen Kultur seit dieser Zeit sind sich die Gelehrten uneinig darüber, ob die modernen koptischen Praktiken von denen der pharaonischen Religion abstammen. Doch viele Feste und andere Traditionen der modernen Ägypter, sowohl der Christen als auch der Muslime, ähneln der Verehrung der Götter ihrer Vorfahren.

### Zitierte Werke
- James P. Allen: Middle Egyptian: An Introduction to the Language and Culture of Hieroglyphs, Third Edition. Cambridge University Press, Cambridge 2014, ISBN 978-1-107-05364-9.
- James P. Allen: Monotheism: The Egyptian Roots. In: Archaeology Odyssey. Band 2, Nr. 3, 1999.
- Assmann 2001 - Jan Assmann: The Search for God in Ancient Egypt. Cornell University Press, 2001, ISBN 0-8014-3786-5 (archive.org).
- Baines 2001 - John Baines: Fecundity Figures: Egyptian Personification and the Iconology of a Genre. Griffith Institute, Oxford 2001, ISBN 0-900416-78-5.
- Baines 2011 - John Baines: Presenting and Discussing Deities in New Kingdom and Third Intermediate Period Egypt. In: Beate Pongratz-Leisten (Hrsg.): Reconsidering the Concept of Revolutionary Monotheism. Eisenbrauns, Winona Lake (Indiana) 2011, ISBN 978-1-57506-199-3.
- Bricault Versluys Meyboom 2007 - Laurent Bricault, Miguel John Versluys, Paul G. P. Meyboom (Hrsg.): Nile into Tiber: Egypt in the Roman World. Proceedings of the IIIrd International Conference of Isis Studies, Faculty of Archaeology, Leiden University, May 11–14 2005. Brill, Leiden 2007, ISBN 978-90-04-15420-9.
- Dagmar Budde: Epithets, Divine. In: Willeke Wendrich (Hrsg.): UCLA Encyclopedia of Egyptology. Department of Near Eastern Languages and Cultures, UC Los Angeles, Los Angeles 2011, ISBN 978-0-615-21403-0 (escholarship.org [abgerufen am 4. April 2015]).
- David 2002 - Rosalie David: Religion and Magic in Ancient Egypt. Penguin, London 2002, ISBN 978-0-14-026252-0.
- Lorton 1999 - David Lorton: The Theology of Cult Statues in Ancient Egypt. In: Michael B. Dick (Hrsg.): Born in Heaven, Made on Earth: The Making of the Cult Image in the Ancient Near East. Eisenbrauns, Winona Lake (Indiana) 1999, ISBN 978-1-57506-024-8.
- Dunand Zivie-Coche 2004 - Françoise Dunand, Christiane Zivie-Coche: Gods and Men in Egypt: 3000 BCE to 395 CE. Cornell University Press, Ithaca (N.Y.) 2004, ISBN 978-0-8014-8853-5 (englisch, französisch: Dieux et hommes en Égypte, 3000 av.J.-C.-395 apr.J.-C.: Anthropologie réligieuse. Paris 1991. Übersetzt von David Lorton).
- Gertie Englund (Hrsg.): The Religion of the Ancient Egyptians: Cognitive Structures and Popular Expressions. S. Academiae Ubsaliensis, Uppsala 1989, ISBN 978-91-554-2433-6.
  - Englund 1989 Gods - Gertie Englund: Gods as a Frame of Reference: On Thinking and Concepts of Thought in Ancient Egypt. In: The Religion of the Ancient Egyptians: Cognitive Structures and Popular Expressions.
  - Englund 1989 Treatment: Gertie Englund: The Treatment of Opposites in Temple Thinking and Wisdom Literature. In: The Religion of the Ancient Egyptians: Cognitive Structures and Popular Expressions.
  - Frandsen 1989 - Paul John Frandsen: Trade and Cult. In: The Religion of the Ancient Egyptians: Cognitive Structures and Popular Expressions.
- Roland Enmarch: Theodicy. In: Willeke Wendrich (Hrsg.): UCLA Encyclopedia of Egyptology. Department of Near Eastern Languages and Cultures, UC Los Angeles, Los Angeles 2008, ISBN 978-0-615-21403-0 (escholarship.org [abgerufen am 4. April 2015]).
- Fisher Lacovara Ikram Auria 2012 - Marjorie M. Fisher, Peter Lacovara, Salima Ikram, Sue D'Auria (Hrsg.): Ancient Nubia: African Kingdoms on the Nile. The American University in Cairo Press, Kairo 2012, ISBN 978-977-416-478-1.
- Frankfurter 1998 - David Frankfurter: Religion in Roman Egypt: Assimilation and Resistance. Princeton University Press, Princeton, (New Jersey) 1998, ISBN 978-0-691-07054-4 (archive.org).
- Graves-Brown 2010 - Carolyn Graves-Brown: Dancing for Hathor: Women in Ancient Egypt. Continuum, New York 2010, ISBN 978-1-84725-054-4.
- Hart 2005 - George Hart: The Routledge Dictionary of Egyptian Gods and Goddesses, Second Edition. Routledge, London 2005, ISBN 978-0-203-02362-4.
- Hornung 1982 - Erik Hornung: Conceptions of God in Egypt: The One and the Many. Cornell University Press, Ithaca (N.Y.) 1982, ISBN 978-0-8014-1223-3.
- Sarah Iles Johnston (Hrsg.): Religions of the Ancient World: A Guide. The Belknap Press of Harvard University Press, Cambridge (Massachusetts) 2004, ISBN 978-0-674-01517-3.
  - Frankfurter 2004 - David Frankfurter: Histories: Egypt, Later Period. In: Sarah Iles Johnston (Hrsg.): Religions of the Ancient World: A Guide.
  - Leitz 2004 - Christian Leitz: Deities and Demons: Egypt. In: Sarah Iles Johnston (Hrsg.): Religions of the Ancient World: A Guide.
- Kousoulis 2011 - Panagiotis Kousoulis (Hrsg.): Ancient Egyptian Demonology: Studies on the Boundary between the Demonic and the Divine in Egyptian Magic. Peeters, Leuven 2011, ISBN 978-90-429-2040-8.
  - Frandsen 2011 - Paul John Frandsen: Faeces of the Creator or the Temptations of the Dead. In: Ancient Egyptian Demonology.
- Barbara S. Lesko: The Great Goddesses of Egypt. University of Oklahoma Press, Norman (Oklahoma) 1999, ISBN 978-0-8061-3202-0 (archive.org).
- Rita Lucarelli: Demons (benevolent and malevolent). In: Willeke Wendrich (Hrsg.): UCLA Encyclopedia of Egyptology. Department of Near Eastern Languages and Cultures, UC Los Angeles, Los Angeles 2010, ISBN 978-0-615-21403-0 (escholarship [abgerufen am 4. April 2015]).
- Michela Luiselli: Personal Piety (modern theories related to). In: Willeke Wendrich (Hrsg.): UCLA Encyclopedia of Egyptology. Department of Near Eastern Languages and Cultures, UC Los Angeles, Los Angeles 2008, ISBN 978-0-615-21403-0 (escholarship.org [abgerufen am 4. April 2015]).
- Meeks 1996 - Dimitri Meeks, Christine Favard-Meeks: Daily Life of the Egyptian Gods. Cornell University Press, Ithaca (N.Y.) 1996, ISBN 978-0-8014-8248-9.
- Dominic Montserrat: Akhenaten: History, Fantasy, and Ancient Egypt. Routledge, London 2000, ISBN 978-0-415-18549-3.
- Morenz 1973 - Siegfried Morenz: Ancient Egyptian Religion. Methuen, London 1973, ISBN 978-0-8014-8029-4.
- Saphinaz-Amal Naguib: Survivals of Pharaonic Religious Practices in Contemporary Coptic Christianity. In: Willeke Wendrich (Hrsg.): UCLA Encyclopedia of Egyptology. Department of Near Eastern Languages and Cultures, UC Los Angeles, Los Angeles 2008, ISBN 978-0-615-21403-0 (escholarship.org [abgerufen am 4. April 2015]).
- Pinch 2002 - Geraldine Pinch: Egyptian Mythology: A Guide to the Gods, Goddesses, and Traditions of Ancient Egypt. Oxford University Press, Oxford 2002, ISBN 978-0-19-517024-5.
- Donald B. Redford (Hrsg.): The Oxford Encyclopedia of Ancient Egypt. Oxford University Press, Oxford 2001, ISBN 978-0-19-510234-5, doi:10.1093/acref/9780195102345.001.0001.
  - OEAE1 - The Oxford Encyclopedia of Ancient Egypt. Band 1.
  - OEAE2 - The Oxford Encyclopedia of Ancient Egypt. Band 2.
  - OEAE3 - The Oxford Encyclopedia of Ancient Egypt. Band 3.
- Byron E. Shafer (Hrsg.): Religion in Ancient Egypt: Gods, Myths, and Personal Practice. Cornell University Press, Ithaca (N.Y.) 1991, ISBN 978-0-8014-9786-5.
  - Baines 1991 - John Baines: Society, Morality, and Religious Practice. In: Byron E. Shafer (Hrsg.): Religion in Ancient Egypt: Gods, Myths, and Personal Practice. (s. o.)
  - Lesko 1991 - Leonard H. Lesko: Ancient Egyptian Cosmogonies and Cosmology. In: Byron E. Shafer (Hrsg.): Religion in Ancient Egypt: Gods, Myths, and Personal Practice. (s. o.)
  - Silverman 1991 - David P. Silverman: Divinity and Deities in Ancient Egypt. In: Byron E. Shafer (Hrsg.): Religion in Ancient Egypt: Gods, Myths, and Personal Practice. (s. o.)
- Teeter 2011 - Emily Teeter: Religion and Ritual in Ancient Egypt. Cambridge University Press, Cambridge 2011, ISBN 978-0-521-61300-2.
- Tobin 1989 - Vincent Arieh Tobin: Theological Principles of Egyptian Religion. Peter Lang, Pieterlen/Bern 1989, ISBN 978-0-8204-1082-1.
- Traunecker 2001 - Claude Traunecker: The Gods of Egypt. Cornell University Press, Ithaca (N.Y.) 2001, ISBN 978-0-8014-3834-9 (archive.org).
- Troy 1986 - Lana Troy: Patterns of Queenship in Ancient Egyptian Myth and History. Acta Universitatis Upsaliensis, Uppsala 1986, ISBN 978-91-554-1919-6.
- R. Wilkinson 2003 - Richard H. Wilkinson: The Complete Gods and Goddesses of Ancient Egypt. Thames & Hudson, London 2003, ISBN 978-0-500-05120-7 (archive.org).
- T. Wilkinson 1999 - Toby Wilkinson: Early Dynastic Egypt. Routledge, London 1999, ISBN 978-0-203-02438-6.

### Weitere Literatur
- Jan Assmann: Ägypten: Theologie und Frömmigkeit einer frühen Hochkultur. Kohlhammer, Stuttgart 1984, ISBN 3-17-008371-6.

- Jan Assmann, Andrea Kucharek: Ägyptische Religion, Totenliteratur. Verlag der Weltreligion, Frankfurt 2008, ISBN 3-458-70011-0.
- Erik Hornung: Der Eine und die Vielen – altägyptische Götterwelt. Darmstadt 1971; 6., vollständig überarbeitete und erweiterte Auflage, Wissenschaftliche Buchgesellschaft, Darmstadt 2005, ISBN 3-534-14984-X; 7. Auflage, von Zabern, Darmstadt / Mainz 2011, ISBN 978-3-8053-4364-0.
- Siegfried Morenz: Ägyptische Religion (= Die Religionen der Menschheit. Band 8). Kohlhammer, Stuttgart 1960.
- Richard H. Wilkinson: Die Welt der Götter im alten Ägypten: Glaube, Macht, Mythologie. Theiss, Stuttgart 2003, ISBN 3-8062-1819-6.
- Garry J. Shaw, Jörg Fündling: Götter am Nil: Ägyptische Mythologie für Einsteiger. von Zabern, Darmstadt 2015, ISBN 978-3-8053-4885-0.
- Manfred Lurker: Lexikon der Götter und Symbole der alten Ägypter: Handbuch der mystischen und magischen Welt Ägyptens. Sonderausgabe, 1. Auflage, Scherz, Bern / München / Wien 1998, ISBN 3-502-16430-4.
- Christian Leitz (Hrsg.): Lexikon der ägyptischen Götter und Götterbezeichnungen. Peeters, Leuven 2002. Band I: ISBN 978-90-429-1146-8; Band II: ISBN 978-90-429-1147-5;  Band III: ISBN 978-90-429-1148-2;  Band IV: ISBN 978-90-429-1149-9;  Band V: ISBN 978-90-429-1150-5; Band VI: ISBN 978-90-429-1151-2; Band VII: ISBN 978-90-429-1152-9;  Band VIII: ISBN 978-90-429-1376-9.
- Dietrich Wildung: Egyptian Saints: Deification in Pharaonic Egypt. New York University Press, New York 1977, ISBN 978-0-8147-9169-1.